# Beaugency
Beaugency est une commune française située dans le département du Loiret en région Centre-Val de Loire.
Ses habitants sont appelés les Balgentiens.
La commune est située dans le périmètre du Val de Loire inscrit au patrimoine mondial de l'UNESCO et possède le label Les Plus Beaux Détours de France.

## Géographie

### Localisation

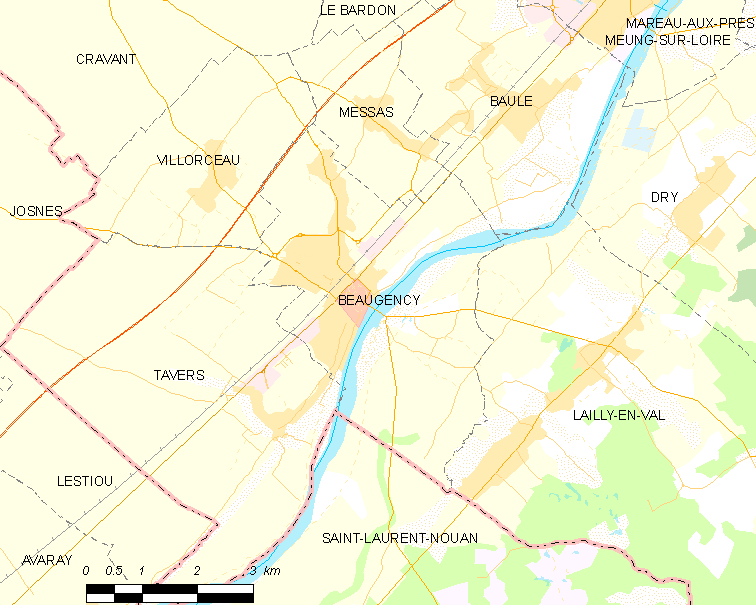
Carte de la commune de Beaugency et des communes limitrophes.

La commune de Beaugency se trouve dans le quadrant sud-ouest du département du Loiret, en rive droite de la Loire, dans la région agricole du Val de Loire et l'aire urbaine d'Orléans. À vol d'oiseau, elle se situe à 25,0 km au sud-ouest d'Orléans, préfecture du département.
Les communes les plus proches sont : Tavers (2,5 km), Messas (3,3 km), Villorceau (3,4 km), Baule (4,7 km), Lailly-en-Val (4,8 km), Lestiou (5,6 km, en Loir-et-Cher), Dry (6,8 km), Saint-Laurent-Nouan (6,9 km, en Loir-et-Cher), Cravant (7 km) et Meung-sur-Loire (7,2 km).
| Villorceau | Messas                             | Baule         |
|            | Beaugency                          | Lailly-en-Val |
| Tavers     | Saint-Laurent-Nouan (Loir-et-Cher) |               |

### Lieux-dits et écarts
Du fait de son extension démographique, la commune a rattrapé l'ensemble de ses écarts situés au nord de la Loire. Ainsi, Garambault, les Baltans, la Moissonnière ou Saint-Michel qui étaient autrefois des lieux dits sont aujourd'hui des quartiers pleinement intégrés à l'agglomération.
Le principal écart au nord de la Loire était le hameau de Vernon qui possédait sa propre église, sa propre compagnie de pompiers, son cimetière et son école. C'est au cours des années 2000 qu'il a été pleinement rattrapé par l'urbanisation des abords de la rue de Chateaudun (quartier Sablons-Fourneaux).
Il subsiste plusieurs lieux-dits et écarts au sud de la Loire :
- Le Bout du Pont désigne les premières maisons situées au sortir du Pont de Beaugency en direction de Saint-Laurent-Nouan.
- La Chataigneraie désigne un ensemble d'habitations situées le long de la route de Lailly-en-Val.
- Le Pré d'Allonne est un petit hameau situé sur la route du Val. Il accueille le stade de football et d'athlétisme Maurice Dubreuil.
- Les Gibaudières (petites et grandes) désignent un ensemble de fermes construites en direction de Saint-Laurent-Nouan et regroupées autour d'un château du XVIIIe siècle.
- Les autres lieux dits regroupent une à deux habitations seulement : les Quatre-Vents, Maison rouge, Marchebault, Maison Neuve, la Saulaye, les Montévrains, les Pâtières, Fins et Fins d'Amérique, La Motte Saint-Etienne...

### Climat
Pour des articles plus généraux, voir Climat du Centre-Val de Loire et Climat du Loiret.
En 2010, le climat de la commune est de type climat océanique dégradé des plaines du Centre et du Nord, selon une étude du CNRS s'appuyant sur une série de données couvrant la période 1971-2000. En 2020, Météo-France publie une typologie des climats de la France métropolitaine dans laquelle la commune est exposée à un climat océanique altéré et est dans la région climatique Moyenne vallée de la Loire, caractérisée par une bonne insolation (1 850 h/an) et un été peu pluvieux.
Pour la période 1971-2000, la température annuelle moyenne est de 11,1 °C, avec une amplitude thermique annuelle de 14,9 °C. Le cumul annuel moyen de précipitations est de 671 mm, avec 10,9 jours de précipitations en janvier et 7,2 jours en juillet. Pour la période 1991-2020, la température moyenne annuelle observée sur la station météorologique de Météo-France la plus proche, sur la commune de Ligny-le-Ribault à 15 km à vol d'oiseau, est de 11,6 °C et le cumul annuel moyen de précipitations est de 741,2 mm,. Pour l'avenir, les paramètres climatiques de la commune estimés pour 2050 selon différents scénarios d'émission de gaz à effet de serre sont consultables sur un site dédié publié par Météo-France en novembre 2022.

### Géologie et relief

#### Géologie
La commune se situe dans le sud du Bassin parisien, le plus grand des trois bassins sédimentaires français. Cette vaste dépression, occupée dans le passé par des mers peu profondes et des lacs, a été comblée, au fur et à mesure que son socle s’affaissait, par des sables et des argiles, issus de l’érosion des reliefs alentour, ainsi que des calcaires d’origine biologique, formant ainsi une succession de couches géologiques.
Les couches affleurantes sur le territoire communal sont constituées de formations superficielles du Quaternaire et de roches sédimentaires datant du Cénozoïque, l'ère géologique la plus récente sur l'échelle des temps géologiques, débutant il y a 66 millions d'années. La formation la plus ancienne est du calcaire de Pithiviers remontant à l’époque Miocène de la période Néogène. Les plus récentes sont des dépôts anthropiques remontant à l’époque Holocène de la période Quaternaire. Le descriptif de ces couches est détaillé dans  la feuille « n°397 - Beaugency » de la carte géologique au 1/50 000ème du département du Loiret, et sa notice associée.

Carte géologique de la commune

|  | X :  | dépôts anthropiques                                                                               |
|  | Fz : | alluvions récentes des lits mineurs, Holocène                                                     |
|  | FC : | alluvions et colluvions du fond des vallées secondaires, Holocène                                 |
|  | Fy : | alluvions récentes des levées et montilles de la Loire et des basses terrasses du Loing, Holocène |

|  | qOE : | Limons et Loess, Quaternaire |

|  | m3-p1SASo : | sables et argiles de Sologne, Langhien supérieur à Pliocène inférieur |
|  | m2MSO :     | marnes et sables de l'Orléanais, Burdigalien                          |
|  | m2MCO :     | marnes et calcaires de l'Orléanais, Burdigalien                       |
|  | m1CPi :     | calcaire de Pithiviers, Aquitanien                                    |

#### Relief
La superficie cadastrale de la commune publiée par l’Insee, qui sert de référence dans toutes les statistiques, est de 16,45 km2,. La superficie géographique, issue de la BD Topo, composante du Référentiel à grande échelle produit par l'IGN, est quant à elle de 16,52 km2. Son relief est relativement plat puisque la dénivelée maximale atteint 40 mètres. L'altitude du territoire varie entre 78 m et 118 m. Le point culminant de la commune est situé rue des Aigrefeuilles dans le quartier des Hauts de Lutz.

### Hydrographie

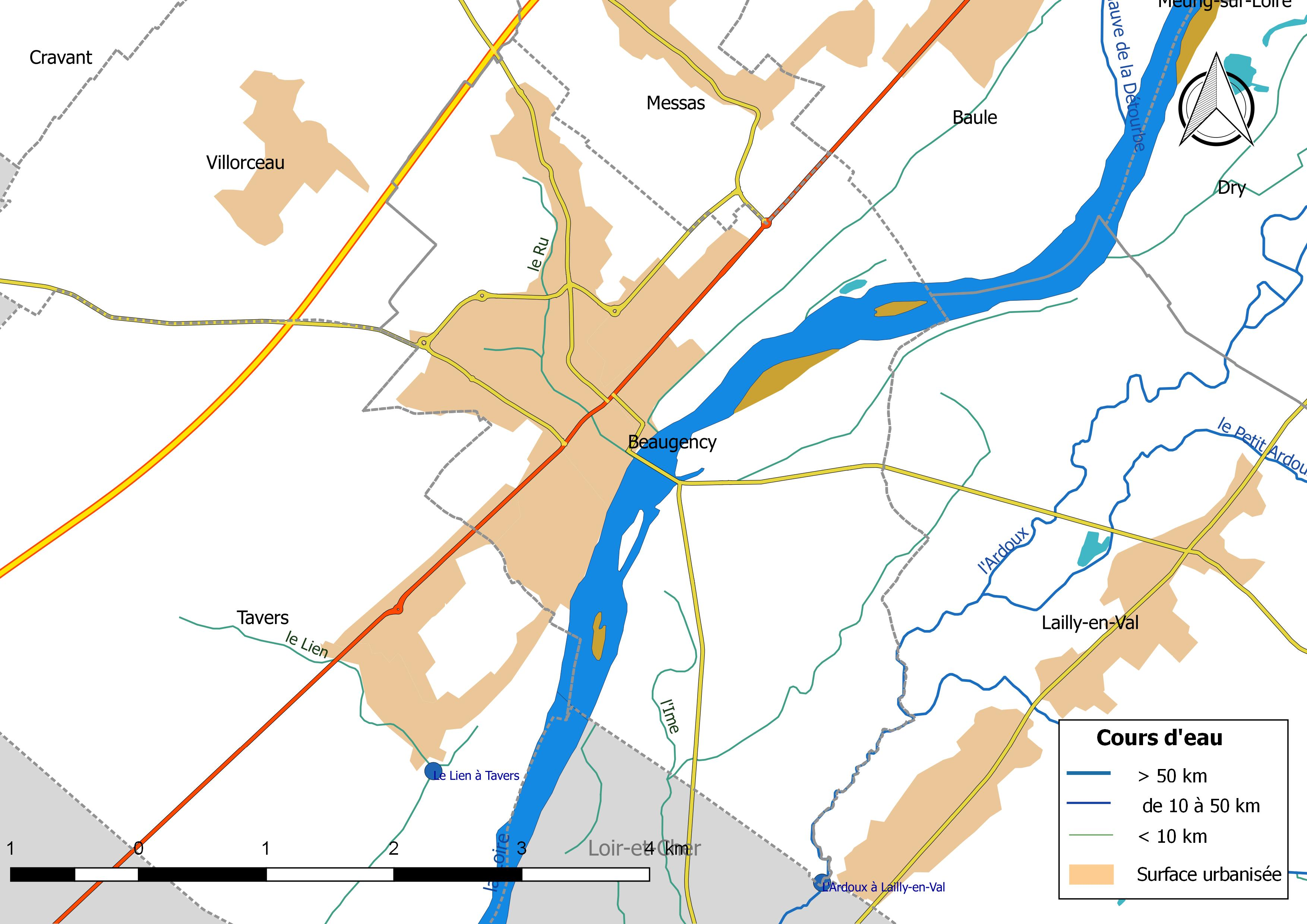
Réseau hydrographique de Beaugency.

La commune est traversée du nord-est au sud-ouest par la Loire (4,721 km).
Le réseau hydrographique communal, d'une longueur totale de 23,01 km, comprend un autre cours d'eau notable, l'Ardoux (2,168 km) et divers petits cours d'eau dont le Ru (2,825 km) et l'Ime (1,786 km)
.
Le cours de la Loire s'insère dans une large vallée qu'elle a façonnée peu à peu depuis des milliers d’années. Elle traverse le sud du département du Loiret depuis Beaulieu-sur-Loire jusqu'à Beaugency, avec un cours large et lent. La Loire présente des fluctuations saisonnières de débit assez marquées. La station hydrométrique la plus proche située en amont de la commune et servant de référence en cas de crue est celle d'Orléans, au droit du pont Royal. Le débit mensuel moyen (calculé sur 55 ans pour cette station) varie de 96,80 m3/s au mois d'août  à 600 m3/s au mois de février. La Loire connaît toutefois en cas d'intempéries exceptionnelles des pics de débits très importants, le maximum ayant été atteint sur cette station le 8 décembre 2003 avec 3 130 m3/s. Le débit maximal de la Loire calculé pour les crues maximales de 1856 ou 1866 est de l'ordre de 7 000 m3/s,. La hauteur maximale a été atteinte le 2 juin 1856 avec 7,10 m.Son débit est régulé par des barrages amont (Naussac en amont sur l’Allier et Villerest). Ces barrages interviennent pour le soutien d’étiage (débit minimum de 60 m3/s en étiage à Gien) et Villerest permet également d’écrêter les crues. La Loire est un cours d’eau domanial classé en deuxième catégorie piscicole. L'espèce biologique dominante est constituée essentiellement de poissons blancs (cyprinidés) et de carnassiers (brochet, sandre et perche). Depuis les années 1990 ce type de rivières est également peuplé de silures.
,.
L'Ardoux constitue la limite sud de la commune. D'une longueur totale de 41,7 km, il prend sa source dans la commune de La Ferté-Saint-Aubin et se jette  dans la Loire, après avoir traversé 8 communes.
Sur le plan piscicole, l'Ardoux est classé en deuxième catégorie piscicole. L'espèce biologique dominante est constituée essentiellement de poissons blancs (cyprinidés) et de carnassiers (brochet, sandre et perche). Depuis les années 1990 ce type de rivières est également peuplé de silures
.

### Milieux naturels et biodiversité

#### Sites Natura 2000
Le réseau Natura 2000 est un réseau écologique européen de sites naturels d’intérêt écologique élaboré à partir des Directives «Habitats » et «Oiseaux ». Ce réseau est constitué de Zones Spéciales de Conservation (ZSC) et de Zones de Protection Spéciale (ZPS). Dans les zones de ce réseau, les États Membres s'engagent à maintenir dans un état de conservation favorable les types d'habitats et d'espèces concernés, par le biais de mesures réglementaires, administratives ou contractuelles. L'objectif est de promouvoir une gestion adaptée des habitats tout en tenant compte des exigences économiques, sociales et culturelles, ainsi que des particularités régionales et locales de chaque État Membre. Les activités humaines ne sont pas interdites, dès lors que celles-ci ne remettent pas en cause significativement l’état de conservation favorable des habitats et des espèces concernés,.
Les sites Natura 2000 présents sur le territoire communal de Beaugency sont au nombre de deux.
| Numéro    | Type                       | Nom                                                 | Arrêté                   | Localisation                           |
| --------- | -------------------------- | --------------------------------------------------- | ------------------------ | -------------------------------------- |
| FR2400528 | SIC (Directive "Habitats") | Vallée de la Loire de Tavers à Belleville-sur-Loire | Arrêté du 13 avril 2007. | Dans la partie centrale de la commune. |
| FR2410017 | ZPS (Directive "Oiseaux")  | Vallée de la Loire du Loiret                        | Arrêté du 4 mai 2007.    | Dans la partie centrale de la commune. |

Le site de la « Vallée de la Loire de Tavers à Belleville-sur-Loire », d'une superficie de 7 120 ha, concerne 51 communes. La délimitation de ce site Natura 2000 est très proche de celle correspondant à la Directive Oiseaux. L'intérêt majeur du site repose sur les milieux ligériens liés à la dynamique du fleuve, qui hébergent de nombreuses espèces citées en annexe II de la directive Habitats.
Le site de la « Vallée de la Loire du Loiret » s'étend sur 7 684 ha et concerne la vallée de la Loire dans le Loiret. Cette ZPS se poursuit en amont et en aval sur les départements voisins. L'intérêt majeur du site repose sur les milieux et les espèces ligériens liés à la dynamique du fleuve. Ces milieux hébergent de nombreuses espèces citées en annexe I de la directive Oiseaux. Le site est caractérisé par la présence de colonies nicheuses de sternes naine et pierregarin et de mouette mélanocéphale. Des sites de pêche du Balbuzard pêcheur sont également présents. Le site est également lieu de reproduction du bihoreau gris, de l'aigrette garzette, de la bondrée apivore, du milan noir, de l'œdicnème criard, du martin-pêcheur, du pic noir, de la pie-grièche écorcheur.

Sélection de représentants de l'avifaune de la zone Natura 2000 « Vallée de la Loire du Loiret ».
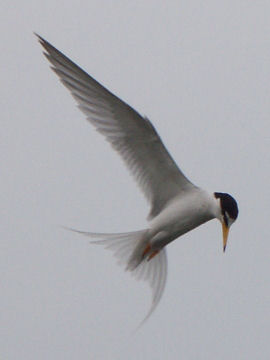
Sterne naine
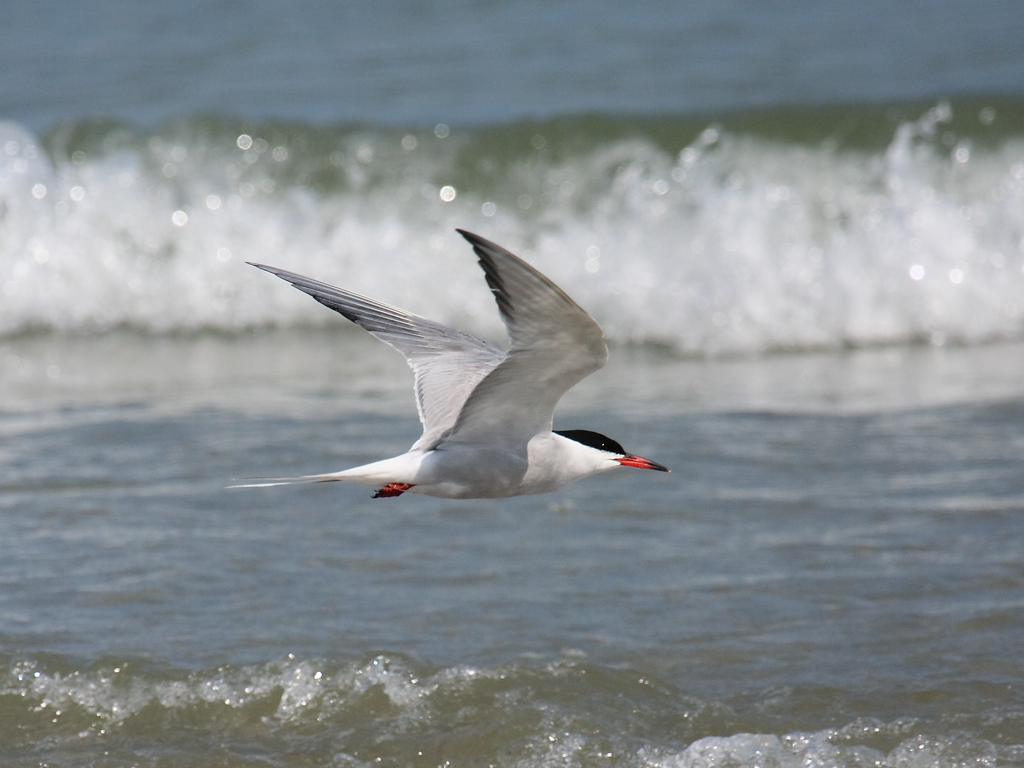
Sterne pierregarin
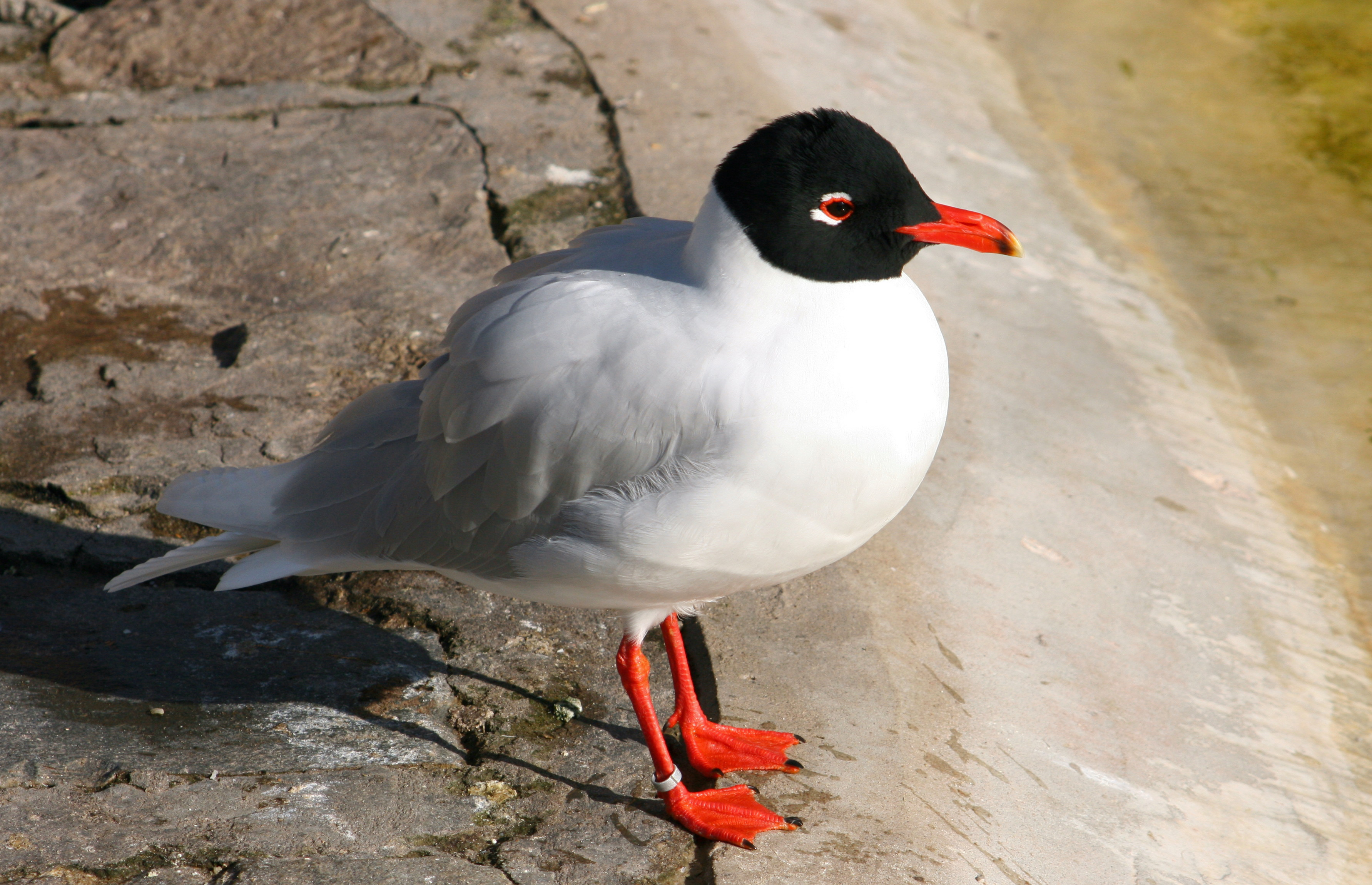
Mouette mélanocéphale
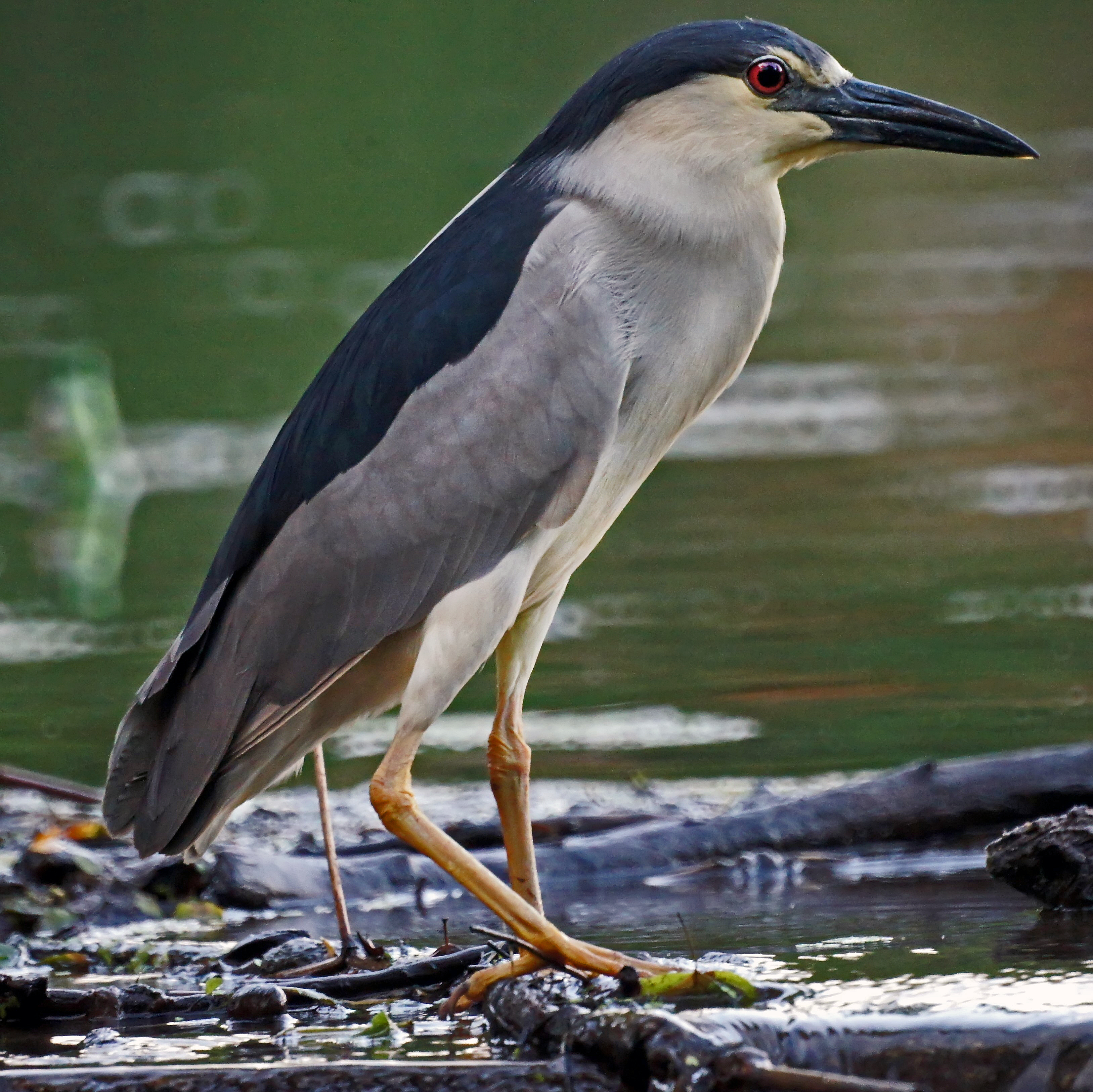
Bihoreau gris
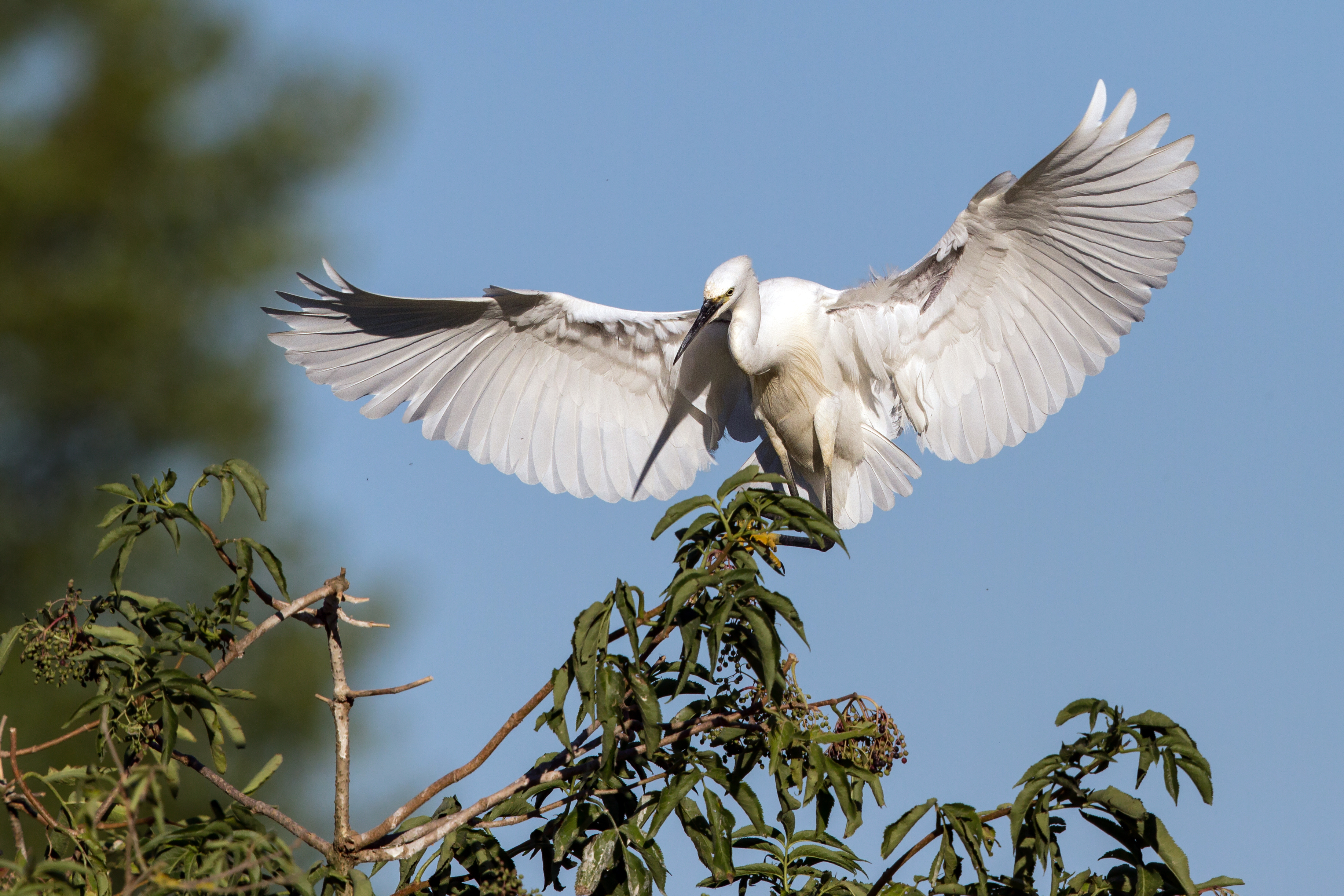
Aigrette garzette
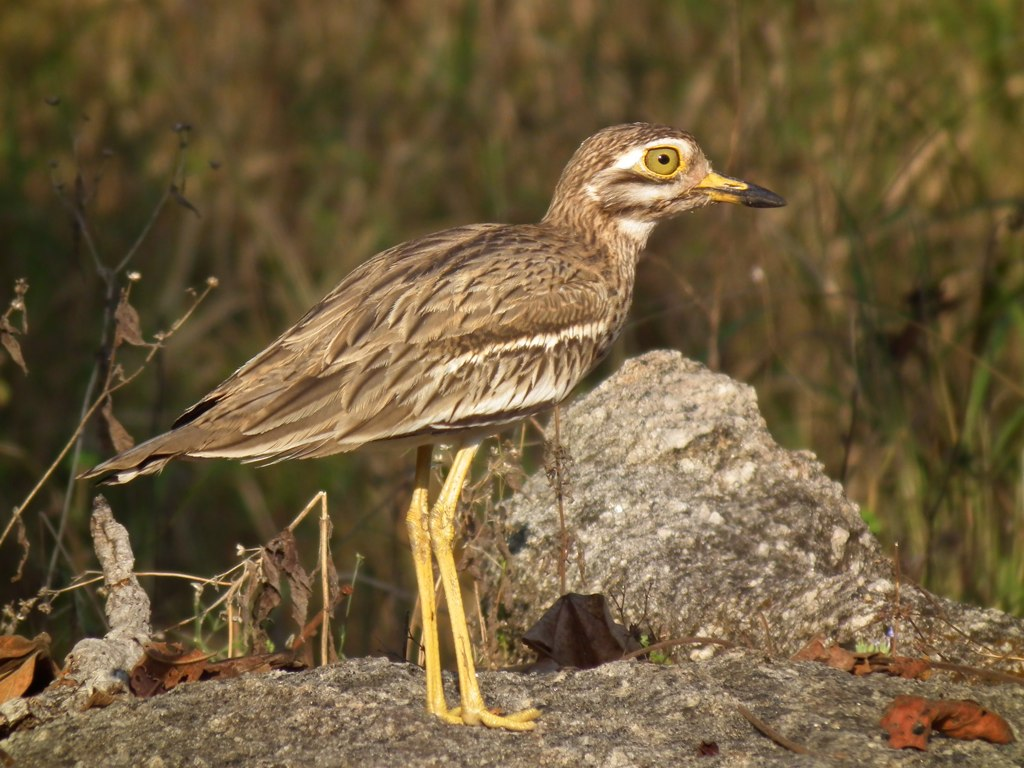
Œdicnème criard
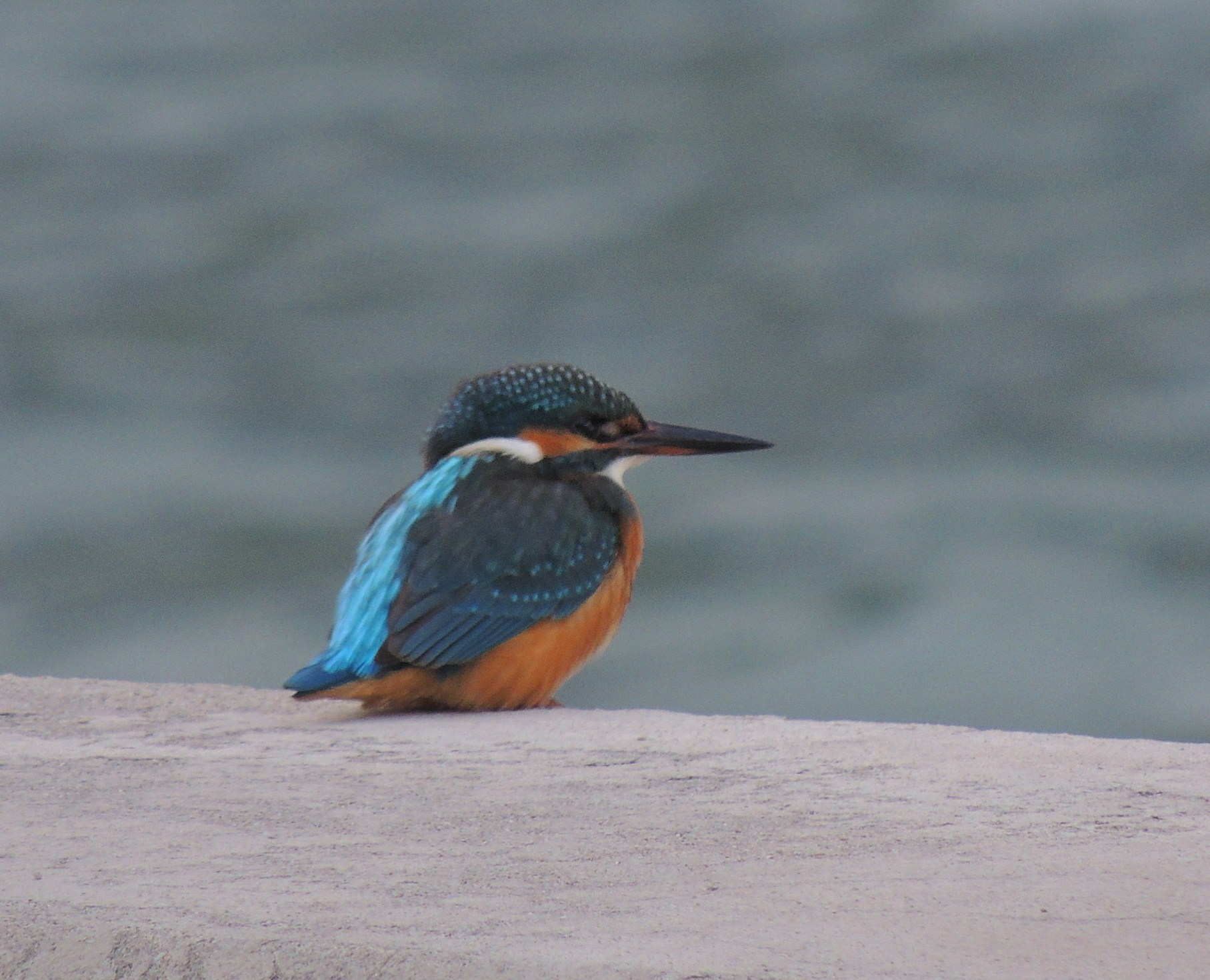
Martin-pêcheur d'Europe

#### Zones nationales d'intérêt écologique, faunistique et floristique
L’inventaire des zones naturelles d'intérêt écologique, faunistique et floristique (ZNIEFF) a pour objectif de réaliser une couverture des zones les plus intéressantes sur le plan écologique, essentiellement dans la perspective d’améliorer la connaissance du patrimoine naturel national et de fournir aux différents décideurs un outil d’aide à la prise en compte de l’environnement dans l’aménagement du territoire. Le territoire communal de Beaugency comprend deux ZNIEFF.
| Désignation                                      | Type   | Superficie     | Description | Carte |
| ------------------------------------------------ | ------ | -------------- | --- | ----- |
| « Iles et grèves de la Loire près de Beaugency » | type 1 | 80,35 hectares | s'étend sur 3 communes, Saint-Laurent-Nouan, Beaugency et Tavers. Son altitude varie entre 82 et 86 m. Le site de Beaugency est constitué d'un ensemble d'îles, îlots et grèves représentatifs des milieux ligériens en Loire moyenne. On y trouve la majorité des habitats typiques ligériens : forêt alluviale de bois durs, saulaie, fruticée, prairies mésophiles et friches herbacées rudéralisées, grèves alluviales à chénopodes et groupements sur limons vaseux.                                         |       |
| « La Loire orléanaise »                          | type 2 | 35 hectares    | La zone s'étend sur 41 communes, dont 39 communes dans le Loiret et dont Beaugency. Elle correspond à la boucle septentrionale du fleuve. Son altitude varie entre 80 et 135 m. Elle se caractérise par un lit mineur largement occupé par des îles et grèves sableuses. Ces milieux soumis au marnage annuel recèlent de multiples habitats plus ou moins temporaires. C'est pratiquement la seule section qui présente des méandres. On observe, sur les basses terrasses, quelques formations sablo-calcaires. |       |

#### Autre patrimoine naturel
- La ville possède le label Ville fleurie, trois fleurs lui ont été attribuées par le Conseil national des villes et villages fleuris de France au Concours des villes et villages fleuris[34].
- Le site naturel des « Rives de Beaugency »[35]

## Toponymie
Le nom de la localité est attesté sous les formes Balgentiaco au VIIe siècle (monnaie mérovingienne) ; De Balgenciaco en 1106 (Actes de Philippe 1er, p. 394) ; Baugencicenses [Baugençois] en 1075 (Actes de Philippe 1er, p. 194) ; [Hainricus de] Balgentiaco le 25 août 1076 (Cartulaire de Saint-Vincent du Mans, charte 589) ; [Simon] Baugenciac[ensis] en 1149 (Archives Départementales du Loiret-H-prieuré Notre-Dame de Bonne-Nouvelle) ; De Balgenciaco au XIIe siècle (Corpus Christianorum, t. XLII, p. 239) ; Baugentiacus au XIIe siècle (Chroniques des comtes d’Anjou, p. 65) ; Bosci de Jenci en 1210 (Actes de Philippe II Auguste, no 237) ; [Simonis de] Bauganciaco, [super terra de] Baugenciaci le 31 mars 1317 (Archives Nationales-JJ 54A, fol. 21 v°, no 319) ; [Johan de] Baugenci [l’ainzné] le 25 juillet 1345 (Cartulaire de Blois, charte 45, p. 125) ; Baugency en 1359 (Archives Départementales du Loiret-A 132) ; Baugency le septembre 1367 (Archives Nationales-JJ 97, no 512, fol. 134) ; [Sur la route de Blois à Montargis, près de] Balgency en février 1376 (Archives Nationales-JJ 108, no 102, fol. 64) ; [Jehan de] Boisgency en avril 1408 (Cartulaire de Blois, charte 53, p. 149) ; Baugency en 1483 (Archives Nationales-JJ 213, no 33, fol. 28) ; Baugency le 11 octobre 1526 (Archives Nationales-Z1E 1133, fol. 41 r°) ; Baugency en 1581-1582 (Archives Communales d'Orléans-CC 206) ; [Ville de] Beaugenci en 1740 (Bibliothèque Municipale d’Orléans, Ms 995, fol. 16).
Il s’agit d’une formation toponymique gauloise ou gallo-romaine en -(i)acum (-ācon), suffixe marquant la localisation, puis la propriété et qui a généralement abouti à la terminaison -y dans le domaine du français central. Le premier élément Beaugenc- (Balgent-) représente peut-être un anthroponyme gaulois, à savoir *Balgentius (*Balgentios), non attesté. D’où un type toponymique celtique Balgentiācon au sens de « propriété de *Balgentios ».
Remarque : la graphie actuelle Beau- est liée à l’attraction de l’adjectif beau, alors que seule la graphie Bau- est étymologique (vocalisation régulière de [l] dans ce contexte phonétique cf. latin alter > autre). Il est vraisemblable que les formes Bosci de Jenci de 1210 et Boisgency en 1408, comprendre « Bois de Jency », isolées et peu anciennes, reflètent une confusion avec l'ancien français bosc, prononcé bô, devenu bois en français standard.

## Histoire

### Préhistoire
Le site de Beaugency a connu une occupation humaine précoce. La butte des Hauts-de-Lutz, à l'ouest de la ville actuelle, a révélé un atelier moustérien datant de l'époque de l'homme de Néandertal. La cité semble avoir été fréquentée assidûment par les chasseurs-cueilleurs de l'épipaléolithique qui ont laissé les traces de leur intense activité de taille dont les caractères constituent le facies « beaugencien ».

### Antiquité
Des traces d'occupation gauloise ont été notées dans ce même lieu. Pourtant, la ville, dont le nom gaulois Balgentiaco révèle l'existence d'un domaine rural gallo-romain, s'est développée plus à l'est, à proximité immédiate de la Loire, sur un site d'éperon qui signe sa fonction militaire initiale.

### Moyen Âge

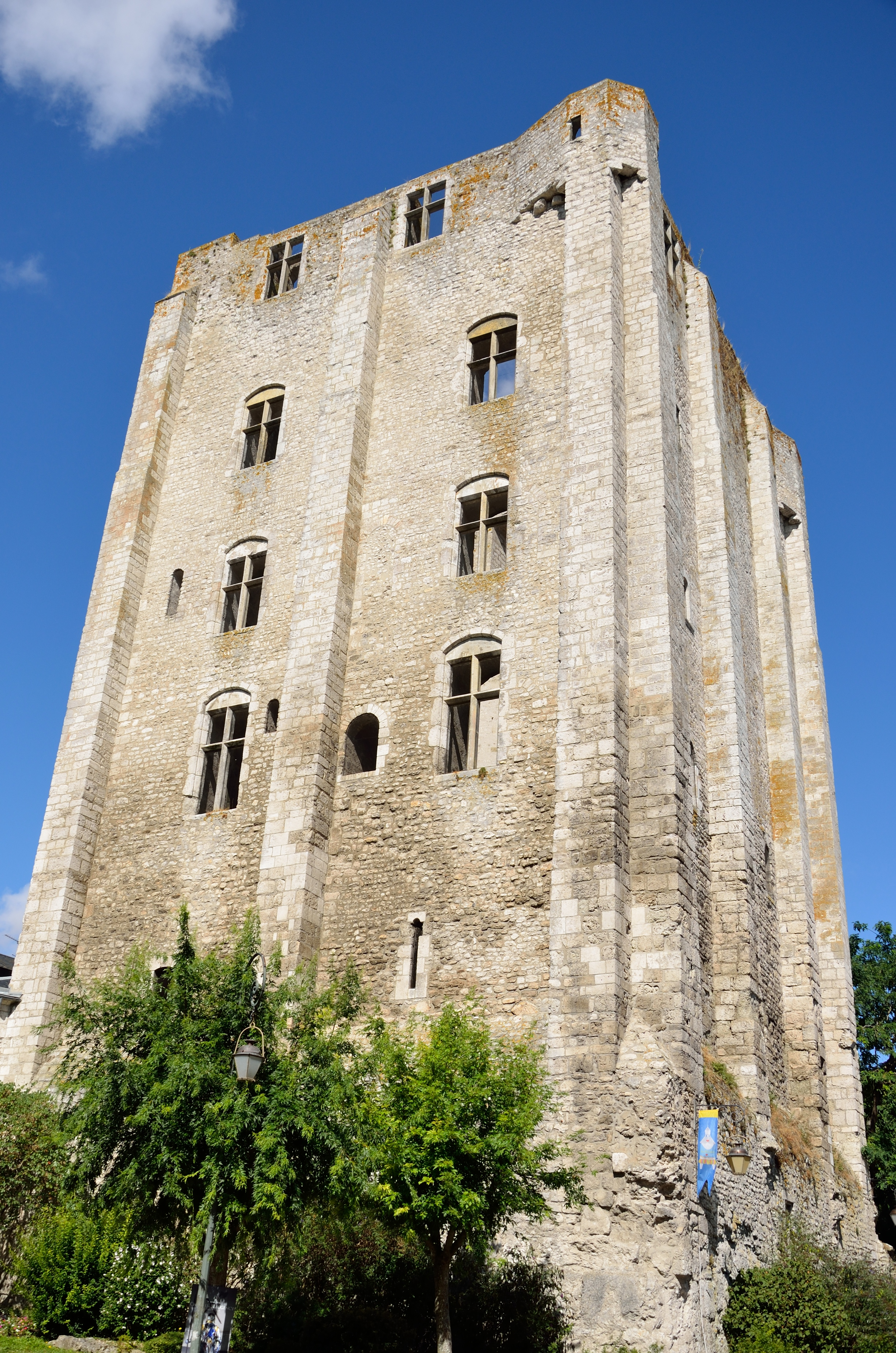
Le donjon, ou Tour de César.

Des monnaies du premier tiers du Xe siècle mentionnent un Balgenci-castrum ou castellum, termes qui caractérisent une ville forte ou une forteresse carolingienne en latin médiéval. Outre le donjon et le château des seigneurs, le castrum abrite une abbaye complète.
La dynastie des seigneurs de Beaugency apparaît au début du XIe siècle dans l'orbite de celle des comtes de Blois dont ils sont alors les vassaux. Leur forteresse constituera un important point de résistance contre les tentatives d’empiétement des rois de France dont le domaine jouxte la terre de Beaugency, jusqu'à ce que Philippe le Bel se rende acquéreur du lieu en 1292.

### Les seigneurs de Beaugency
La seigneurie de Beaugency est dirigée par: 
- vers 1033-1051/1060 : Lancelin Ier épouse Paule du Maine
- vers 1078-1081 : Lancelin II, son fils aîné ;
- vers 1081-1118 : Raoul Ier, son fils ; époux de Mathilde de Vermandois (voir ci-dessous) ;
- vers 1130-1152 : Simon Ier, son fils aîné ;
- vers 1156-1186 : Lancelin III, son frère ;
- vers 1196-1203 : Jean Ier, son fils ;
- vers 1215: Jean II, son fils ;
- vers 1218-1248 : Simon II, son fils ;
- vers 1256-1292 : Raoul II, son fils.

Blason des seigneurs de Beaugency

Les seigneurs de Beaugency se servent dans leurs armes de l'échiqueté de Vermandois, semble-t-il le premier emblème utilisé à la naissance des armoiries, qui est porté par sept familles au XIIIe siècle et qui affiche la fierté d'appartenir à un lignage qui, par l'intermédiaire d'Adélaïde de Vermandois, épouse de Hugues Ier de Vermandois, est d'ascendance carolingienne et capétienne,.
Sous l'autorité des sires de Beaugency, la cité connut un essor remarquable, lisible dans l'accroissement de la localité dans un triple système d'enceintes. La dernière enceinte d'enveloppement fut édifiée entre 1118 et 1130 et intégra un espace de plus de vingt hectares dont la ville ne sortit pas avant le XXe siècle. La construction d'un pont sur la Loire, attesté dès le début du XIIe siècle, constitua un atout considérable qui permit le développement d'une économie d'échange fructueuse. La renommée des seigneurs locaux fut telle que Beaugency fut choisi pour accueillir deux conciles relatifs aux démêlés matrimoniaux de deux rois de France : en 1104, le roi Philippe Ier fut sommé - sans succès - de se séparer de son épouse illégitime Bertrade de Montfort. Puis, en 1152, le roi Louis VII le Jeune obtint l'annulation de son mariage d'avec Aliénor d'Aquitaine
Beaugency, par sa position de forteresse sur la Loire, fut une ville souvent contestée. Elle fut notamment un enjeu dans les combats de la guerre de Cent Ans. Jeanne d'Arc libéra la ville de l'occupation des Anglais durant sa campagne de Loire, au cours de la bataille de Beaugency juste avant sa victoire à Patay le 18 juin 1429.
Légende de la maille d’or
La légende rapporte que vers l'an 850, Simon Ier de Beaugency était atteint d'une maladie grave, qu'il allait mourir lorsqu'un matin, il sentit une odeur douce et agréable qui s'était répandue dans la ville et, qu'à l'instant, il fut guéri.
Quelques jours plus tard, il apprit que le jour même de sa guérison « miraculeuse » le clergé d'Amiens avait trouvé les restes de saint Firmin et que, à cette occasion, une odeur douce et agréable s'était répandue sur la ville. Simon fut convaincu que sa guérison était liée à la découverte des restes de saint Firmin.
Simon Ier fit don de sa seigneurie au clergé d'Amiens qui le laissa en gérance à ses descendants à la condition que le sire de Beaugency vînt rendre hommage à Amiens chaque année et donnât une « maille d'or » (pièce d'or) destinée à financer des étudiants d'Amiens. Si le sire de Beaugency ne versait pas la « maille d'Or », les étudiants d'Amiens étaient en droit de venir à Beaugency pour la réclamer en se faisant d'ailleurs loger et nourrir aux frais de la ville jusqu'à ce que cette fameuse « maille d'or » leur fût donnée.
Au XVIe siècle, Calvin, alors étudiant en théologie à Amiens, est venu à Beaugency avec d'autres étudiants réclamer le versement de cette « maille d'Or ».
L'une des principales rues de Beaugency s'appelle aujourd'hui la rue de la Maille-d'Or.

### Époque moderne
À la fin du XVIe siècle, durant les Guerres de Religion, la ville fut à plusieurs reprises le siège de violents combats entre troupes adverses. Les Huguenots incendièrent l'ensemble des édifices religieux en 1568. Quatre ans plus tard, ils furent les victimes des massacres de la Saint-Barthélemy.
En 1562, la ville est prise et pillée par les protestants, les femmes violées.
La nouvelle du massacre de la Saint-Barthélemy atteint Beaugency le 24 août, et le massacre des protestants s’y répète.

### Époque contemporaine
Une importante église paroissiale de Beaugency, détruite par les Révolutionnaires de l'an II, portait le nom de Saint-Firmin. Il en reste aujourd'hui le clocher typique qui donne la silhouette caractéristique de la ville. Celui-ci renferme un carillon qui joue trois fois par jour l'air du Carillon de Vendôme. Cette chanson dont on ne connaît plus qu'une strophe remonte à la période la plus noire de la guerre de Cent Ans où le royaume de France était réduit à la portion congrue.
La ville fut un chef-lieu de district de 1790 à 1795.
En 1846, le chemin de fer arrive à Beaugency ce qui constitue une révolution pour une ville qui était un relais de voitures de postes très important, 350 personnes travaillant à l'entretien des chevaux et des relais doivent se reconvertir.
Entre le 29 janvier et le 8 février 1939, plus de 2 800 réfugiés espagnols fuyant l'effondrement de la république espagnole devant les troupes de Franco, arrivent dans le Loiret. Devant l'insuffisance des structures d'accueil d’Orléans, 46 centres d’accueil ruraux sont ouverts, dont un à Beaugency. Les réfugiés, essentiellement des femmes et des enfants (les hommes sont désarmés et retenus dans le Sud de la France), sont soumis à une quarantaine stricte, vaccinés, le courrier est limité, et le ravitaillement, s'il est peu varié et cuisiné à la française, est cependant assuré. Une partie des réfugiés rentrent en Espagne, incités par le gouvernement français qui facilite les conditions du retour, ceux préférant rester sont regroupés au camp de la verrerie des Aydes, à Fleury-les-Aubrais.
À la suite du débarquement des Alliés en Normandie le 6 juin 1944, des divisions allemandes dont « Das Reich » qui étaient stationnées au sud de la Loire font mouvement vers le nord à la rencontre des troupes alliées. Pour arrêter cette progression, les Alliés décident de bombarder tous les ponts sur la Loire. Le bombardement du pont de Beaugency intervient le 14 juin 1944. Les bombardiers américains ne font que de légers dégâts au pont, mais la ville est gravement touchée, 64 morts civils sont recensés. Le bombardement ne sera pas renouvelé.
Le 16 septembre 1944, c'est la reddition de la colonne Elster, commandée par le général Botho Henning Elster, qui, remontant du sud-ouest, se rend au général Macon, commandant du 83e division d'infanterie américaine, en présence de représentants de la 2e division blindée française. Le général Elster, après des combats contre la résistance intérieure française, avait eu des contacts avec le maquis du nord de l'Indre et annoncé son intention de se rendre car il était convaincu qu'il ne pouvait rentrer en Allemagne. Mais il voulait que sa division soit désarmée par des troupes régulières. Les 18 850 soldats et 754 officiers de la division Elster sont désarmés à l'entrée sud du pont.
Le général Macon avait organisé une « prise d'armes » lors de cette reddition. Les représentants de la Résistance avaient fort peu apprécié la cérémonie consécutive à leur victoire dont ils avaient l'impression qu'elle leur avait été « volée ».
Un dense réseau de souterrains anthropiques existait, à des niveaux de profondeur divers. Il reliait les différentes caves du centre de Beaugency. Allant de l’époque médiévale à contemporaine, la majorité de ce réseau, en lien avec l’ancienne activité viticole de la région, est à présent condamnée et inconnue. Plusieurs causes de condamnations et d’oublie de ce réseau ont pu être avancées, telles que la perte d’utilité de ces souterrains liés au déclin du marché viticole à partir du XIXe siècle, ce qui a encouragé les particuliers à condamner les souterrains en communication avec leurs caves, mais aussi l’installation du tout-à-l’égout, au milieu du XXe siècle. L’ensemble de ce réseau souterrain est lié à diverses utilisations au cours de l’Histoire. La plus importante reste l'activité viticole, mais plus rarement, ils ont pu servir de refuges lors des bombardements, d’espaces religieux, ou de lieux d’inhumation.

## Urbanisme

### Typologie
Au 1er janvier 2024, Beaugency est catégorisée petite ville, selon la nouvelle grille communale de densité à sept niveaux définie par l'Insee en 2022.
Elle appartient à l'unité urbaine de Beaugency, une agglomération intra-départementale regroupant deux  communes, dont elle est ville-centre,,. Par ailleurs la commune fait partie de l'aire d'attraction d'Orléans, dont elle est une commune de la couronne,. Cette aire, qui regroupe 136 communes, est catégorisée dans les aires de 200 000 à moins de 700 000 habitants,.

### Occupation des sols
L'occupation des sols de la commune, telle qu'elle ressort de la base de données européenne d’occupation biophysique des sols Corine Land Cover (CLC), est marquée par l'importance des territoires agricoles (67,5 % en 2018), en diminution par rapport à 1990 (72,6 %). La répartition détaillée en 2018 est la suivante : 
terres arables (57,1 %), zones urbanisées (20,1 %), eaux continentales (7,8 %), zones agricoles hétérogènes (6,5 %), prairies (3,9 %), zones industrielles ou commerciales et réseaux de communication (3,8 %), forêts (0,7 %).
L’évolution de l’occupation des sols de la commune et de ses infrastructures peut être observée sur les différentes représentations cartographiques du territoire : la carte de Cassini (XVIIIe siècle), la carte d'état-major (1820-1866) et les cartes ou photos aériennes de l'IGN pour la période actuelle (1950 à aujourd'hui).

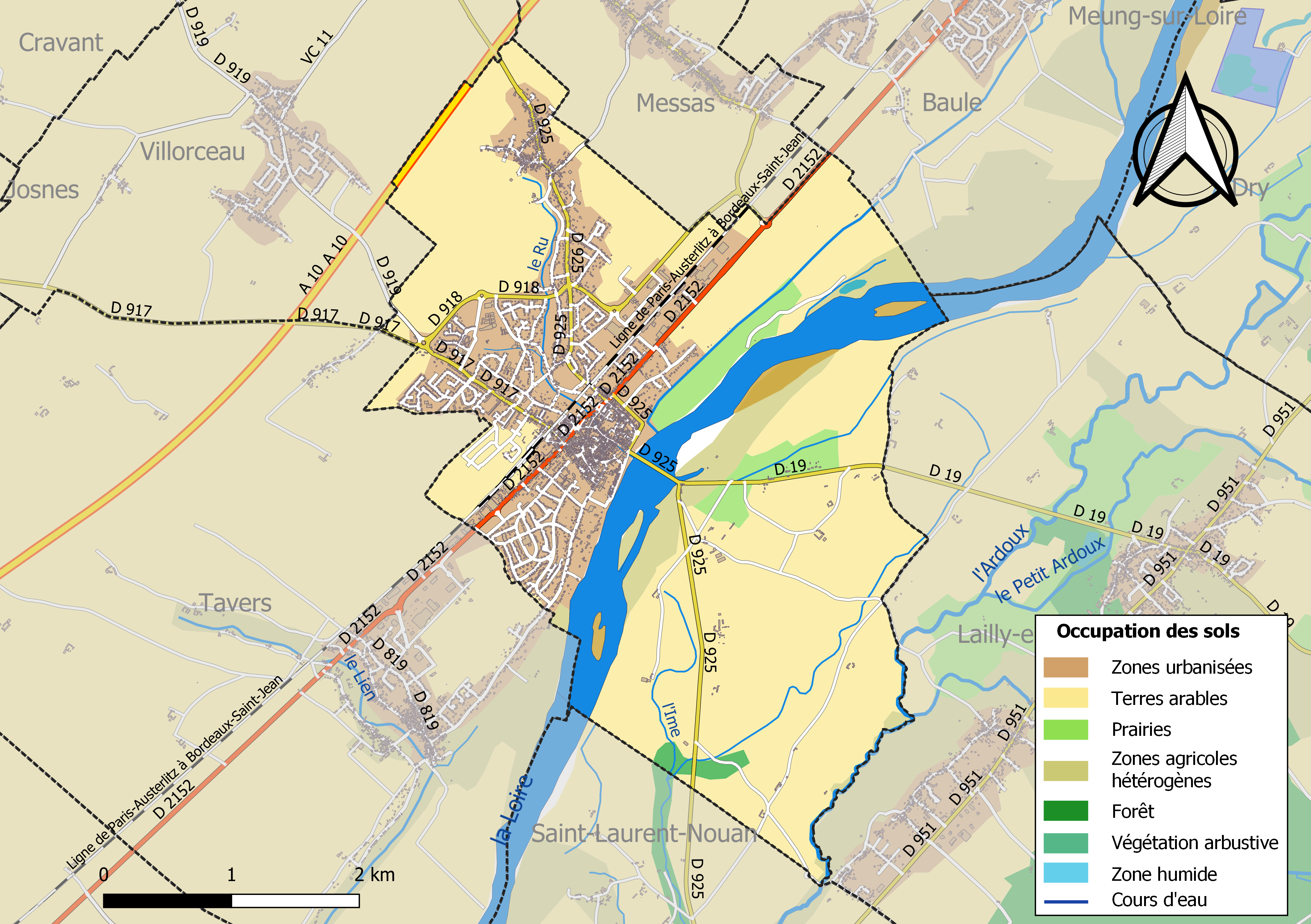
Carte des infrastructures et de l'occupation des sols en 2018 (CLC) de la commune en 2018.
Carte orthophotographique de la commune en 2016.

### Planification

#### Plan local d'urbanisme
Le conseil municipal prescrit l'élaboration d'un plan local d'urbanisme (PLU) le 25 janvier 2002, en remplacement du plan d'occupation des sols qui avait été approuvé en 1981 puis révisé en 1993, en application de la loi relative à la solidarité et au renouvellement urbains, dite loi SRU. Après l'enquête publique qui s'est déroulée du 3 janvier au 5 février 2004, le document est approuvé le 28 octobre 2005. Une demande de modification est ensuite instruite et approuvée en juillet 2007,. Lors  du  Conseil  municipal  du  26 juillet 2013, le conseil municipal décide d'engager une procédure de révision du PLU dès le mois de septembre  2013, toutefois un accord n'est pas trouvé dans les modalités de mise en œuvre de cette révision.
L'ensemble du territoire communal couvert par le PLU est divisé en zones urbaines (UA, UB, UD, UI) zones à urbaniser (AU) ou zones naturelles (N).

#### Documents d'orientations intercommunaux
La commune est membre du Pays Loire Beauce, qui regroupe 38 communes. En 2012 les Pays Forêt d'Orléans Val de Loire, Loire Beauce et Sologne Val-sud sont les seuls territoires du département du Loiret ne disposant pas de schéma de cohérence territoriale (SCoT). Compte tenu  de l'intérêt de cet outil pour l'avenir des territoires, les élus de ces pays décident d'engager une démarche commune d'élaboration de SCOT. Le comité syndical du Pays Loire Beauce se prononce majoritairement en janvier 2013 pour prendre la compétence  « Elaboration, gestion et suivi du Schéma de Cohérence Territoriale » dans ses statuts. Le périmètre de SCoT à l'échelle des 38 communes composant le Pays Loire Beauce est arrêté par le Comité Syndical le 26 juin 2013. Les trois SCoT sont lancés officiellement et simultanément à La Ferté-Saint-Aubin le 21 juin 2014, l'assistance à maîtrise d'ouvrage étant confiée à un seul bureau d'études. Après étude et concertation de 2014 à 2017, le document doit être approuvé en 2018.

### Voies de communication et transports

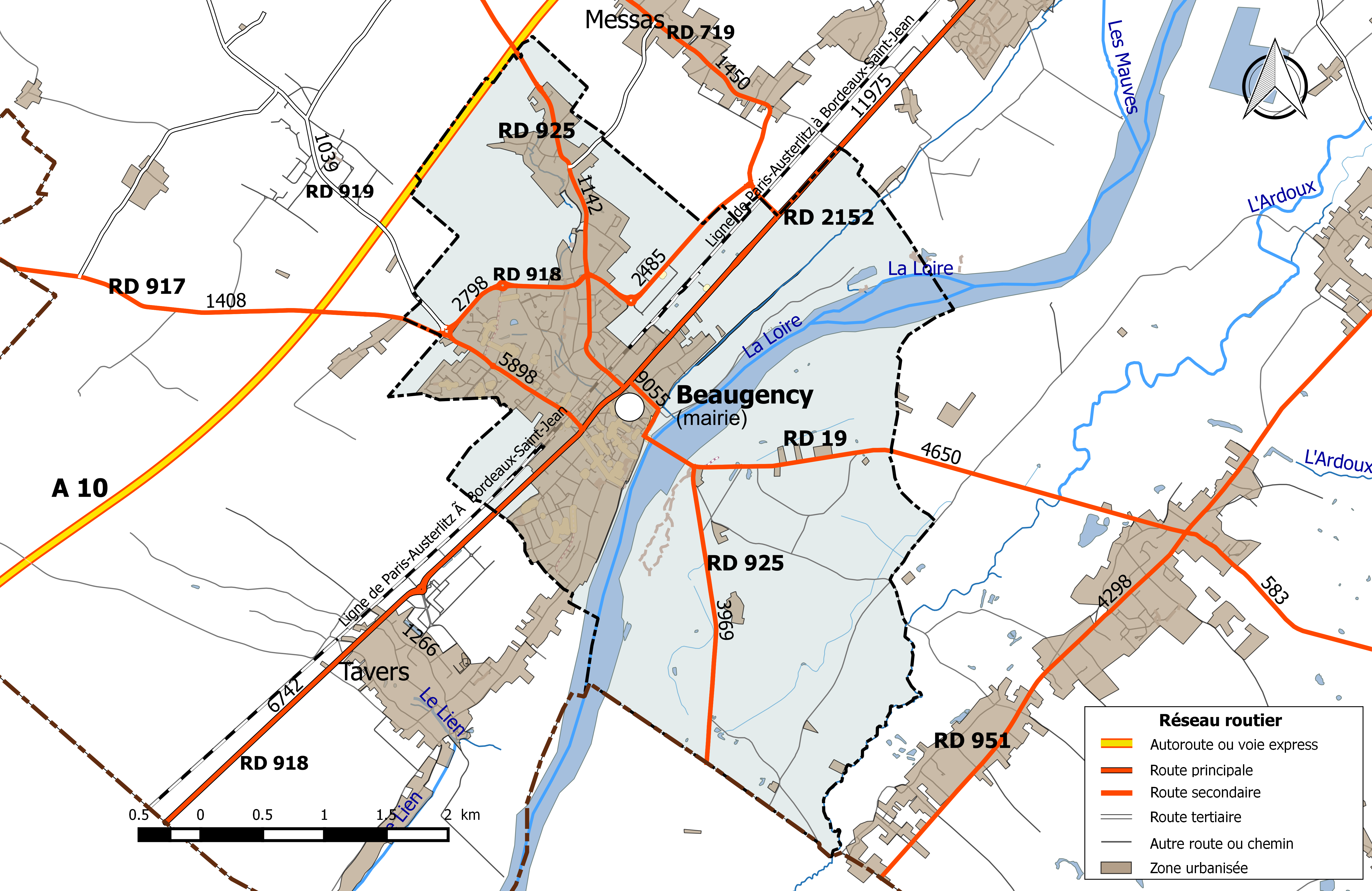
Réseau routier principal de la commune de Beaugency (avec indication du trafic routier 2014).

#### Infrastructures routières
La commune est traversée par sept routes départementales : une route à grande circulation (la RD 2152), quatre routes à trafic modéré (les RD 19, 917, 918 et 925) et deux routes à faible trafic (la RD 719 et RD 925 au nord du bourg).
La RD 2152 est une route à grande circulation. Il s'agit de l'ancienne RN 152 qui reliait Briare à Angers par la rive droite de la Loire lors de sa création en 1824, et qui succédait à la Route impériale 172. En 2005, elle est déclassée dans sa totalité et transférée au département du Loiret par arrêté préfectoral du 22 décembre 2005, consécutivement au décret du 5 décembre 2005 qui définit la nouvelle consistance du réseau routier national et qui prévoit de maintenir dans le réseau routier national que la partie la plus méridionale de la route, entre le débouché de l'A66 et l'Espagne. Cet axe traverse la commune du nord-est au sud-ouest et supporte en 2014 un trafic de 11 975 véhicules/jour au nord de l'agglomération, en direction d'Orléans, et de 6 742 au sud. Le trafic poids-lourds journalier supporté est de 766 véhicules (6,4 % du trafic total) au nord du bourg et de 580 (8,6 %) au sud.
Les autres routes supportant le plus fort trafic sont : la RD 19, qui relie la commune à Ligny-le-Ribault (4 650 véhicules/jour), la RD 925  qui la relie à Cravant (3 969 véhicules/jour au sud de l'agglomération), la RD 917 qui la relie à Villorceau (1 408 véhicules/jour)
et la RD 918 , qui la relie à Messas, (2 798 véhicules/jour dans l'agglomération et 2485 dans la section est). Les routes à faible trafic sont : la RD 719 (1 450 véhicules/jour), qui traverse Messas et longe l'extrémité nord-est du territoire communal, et la RD 925 qui supporte 1 142 véhicules/jour au nord.
L'autoroute A10, dite « L'Aquitaine », relie Paris à Bordeaux (au niveau de sa rocade) via Orléans, Tours, Poitiers et Niort. Elle longe la limite territoriale nord de la commune, mais n'a aucun échange avec son territoire (la RD 925 franchit l'autoroute par un passage supérieur). L'accès le plus proche à cette autoroute est le diffuseur de Meung-sur-Loire, situé à 7,8 km et constituant la sortie no 15. Le diffuseur de Mer, constituant la sortie no 16, est situé à 11 km au sud-ouest.

#### Transports en commun routiers
À compter du 1er janvier 2017, la compétence des services de transports routiers interurbains, réguliers et à la demande est transférée des départements aux régions, et donc localement du département du Loiret à la région Centre-Val de Loire, consécutivement à la loi NOTRe du 7 août 2015. Dans ce cadre, le Réseau de mobilité interurbaine « Rémi » remplace chacun des réseaux de transports interurbains départementaux et en particulier le réseau Ulys dans le Loiret et  entre en service à compter de la rentrée scolaire du 4 septembre 2017. En 2018, Beaugency est desservie par deux lignes régulières du réseau d'autocars interurbains Rémi Loiret : la ligne 9 qui relie Beaugency - Meung-sur-Loire - Saint Ay - Chaingy - Orléans et la ligne 19, qui relie Cravant à Orléans. Des correspondances SNCF sont assurées à la gare d'Orléans et TAO et Rémi Eure et Loir à la Gare routière d'Orléans.

#### Infrastructures ferroviaires
La commune est traversée par la ligne de Paris-Austerlitz à Bordeaux-Saint-Jean, l'une des grandes lignes de chemin de fer radiales françaises partant de Paris en direction du Sud-Ouest du pays. La gare de Beaugency est desservie par des trains TER Centre-Val de Loire circulant entre Blois ou Tours et Orléans. Depuis 2014, la gare de Beaugency est également desservie par des trains Interloire aux destinations de Orléans, Saint-Nazaire, Le Croisic et Nantes.

### Risques majeurs

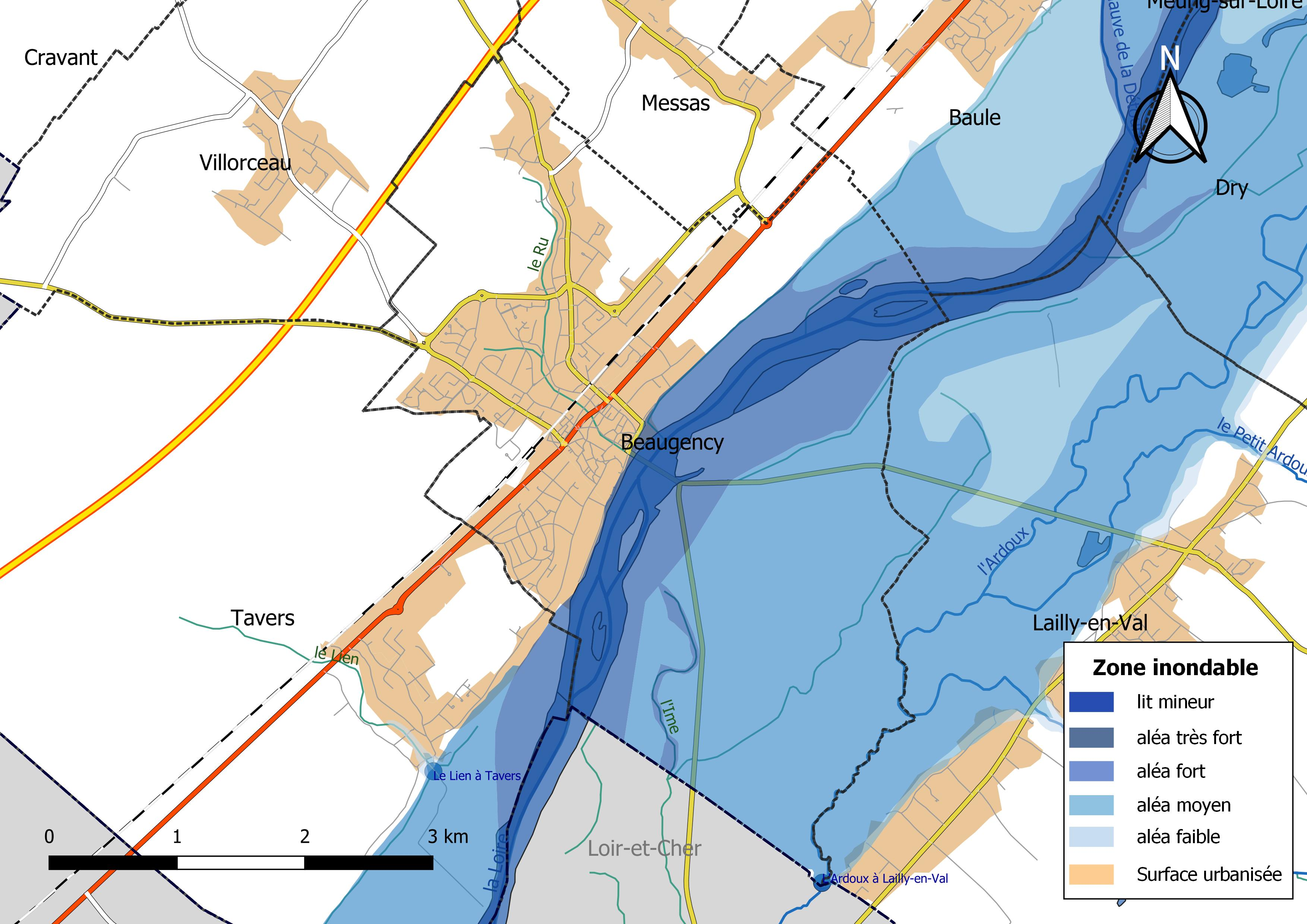
Zone inondable de la commune de Beaugency.

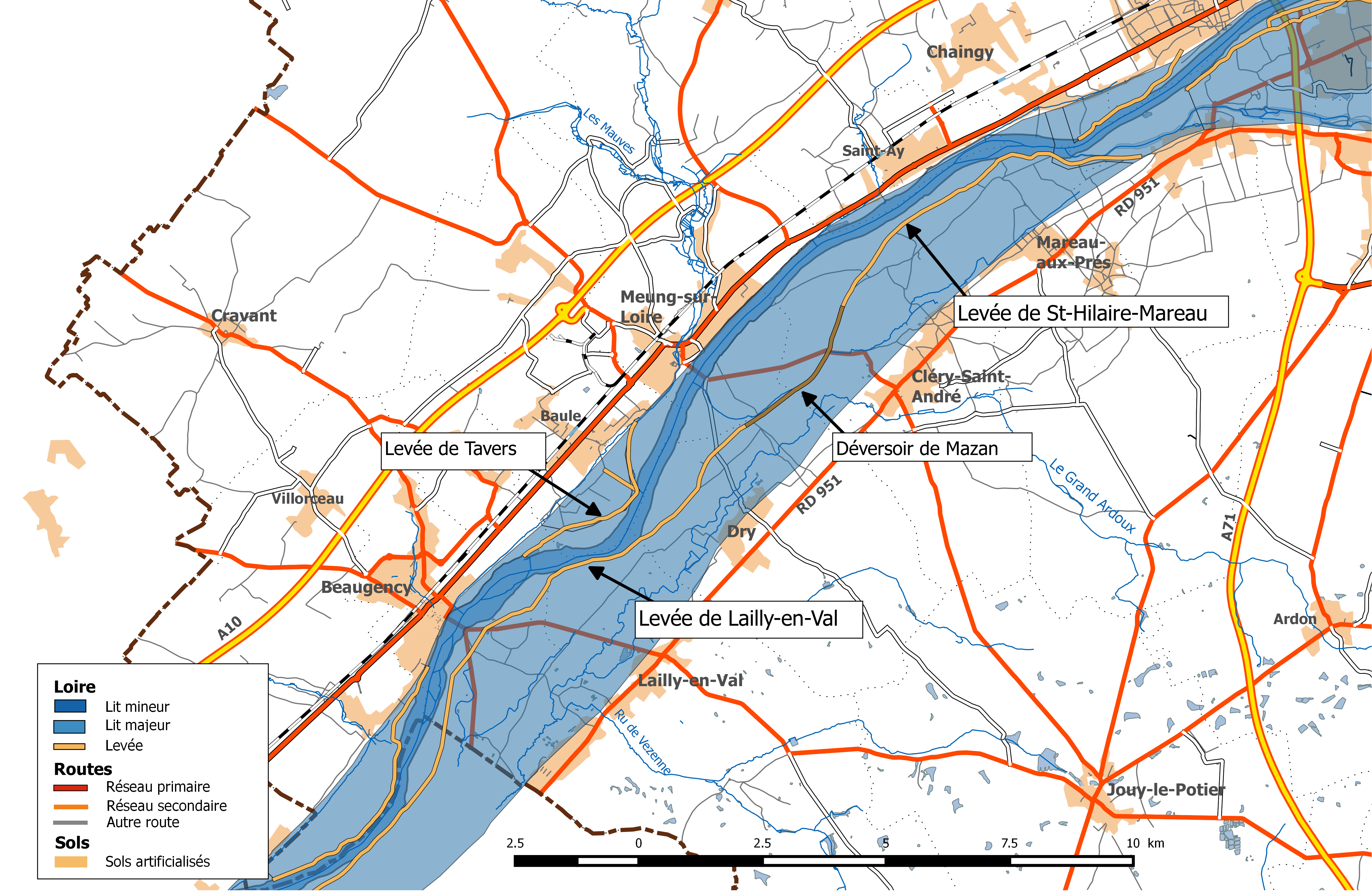
Système d'endiguement du val d'Ardoux.

La commune de Beaugency est vulnérable à différents aléas naturels : inondations (par débordement de la Loire), climatiques (hiver exceptionnel ou canicule), mouvements de terrains ou sismique (sismicité très faible). Elle est également exposée à trois risques technologiques : le risque industriel et le risque industriel.
Entre 1989 et 2019, sept arrêtés ministériels ayant porté reconnaissance de catastrophe naturelle ont été pris pour le territoire de la commune : trois  pour des inondations et coulées de boues et quatre pour des mouvements de terrains.

#### Risques naturels
La zone inondable de la commune fait partie du val d'Ardoux et concerne tout le territoire communal en rive gauche de la Loire. Il y a plusieurs fermes et bâtisses qui se répartissent le long des voies débouchant sur le pont de Beaugency. En rive droite, il n’y a qu’une bande étroite, s’élargissant vers l’Est entre la Loire et un de ses affluents la Mauve, susceptible d’être inondée, mais aucun bâtiment n’y est installé. Le bourg, situé en rive droite de la Loire, n’est donc pas soumis au risque d’inondation et a tendance à se développer vers l’ouest, en s’éloignant de la Loire. Il est traversé par un ruisseau, le Ru. Tous les biens menacés (habitations, équipements....) se situent en rive gauche, en zone d’aléa très fort : presque une quinzaine de fermes et une vingtaine de bâtiments (des chevaux), une vingtaine de maisons et résidences secondaires, un camping. Le risque d'inondation est pris en compte dans l'aménagement du territoire de la commune par le biais du Plan de prévention du risque inondation (PPRI) du val d'Ardoux, approuvé le 20 janvier 2015.
Le territoire de la commune peut également être concerné par un risque d'effondrement de cavités souterraines non connues. Une cartographie départementale de l'inventaire des cavités souterraines et des désordres de surface a été réalisée. Il a été recensé sur la commune plusieurs effondrements de cavités.
Par ailleurs, le sol du territoire communal peut faire l'objet de mouvements de terrain liés à la sècheresse. Le phénomène de retrait-gonflement des argiles est la conséquence d'un changement d'humidité des sols argileux. Les argiles sont capables de fixer l'eau disponible mais aussi de la perdre en se rétractant en cas de sècheresse. Ce phénomène peut provoquer des dégâts très importants sur les constructions (fissures, déformations des ouvertures) pouvant rendre inhabitables certains locaux. Celui-ci a particulièrement affecté le Loiret après la canicule de l'été 2003. Une grande partie du territoire de la commune est exposée à un aléa « moyen » face à ce risque, selon l'échelle définie par le Bureau de recherches géologiques et minières (BRGM).
Depuis le 22 octobre 2010, la France dispose d’un nouveau zonage sismique divisant le territoire national en cinq zones de sismicité croissante. La commune, à l’instar de l’ensemble du département, est concernée par un risque très faible.

#### Risques technologiques
Dans le domaine des risques technologiques, une partie du territoire de la commune peut être concernée par le risque nucléaire. En cas d’accident grave, certaines installations nucléaires sont en effet susceptibles de rejeter dans l’atmosphère de l’iode radioactif. Or la commune se situe en totalité à l'intérieur du périmètre de 20 km du Plan particulier d'intervention de la centrale nucléaire de Saint-Laurent-des-Eaux. À ce titre les habitants de la commune, comme tous ceux résidant dans le périmètre proche de 20 km de la centrale ont bénéficié, à titre préventif, d'une distribution de comprimés d’iode stable dont l’ingestion avant rejet radioactif permet de pallier les effets sur la thyroïde d’une exposition à de l’iode radioactif. En cas d'incident ou d'accident nucléaire, des consignes de confinement ou d'évacuation peuvent être données et les habitants peuvent être amenés à ingérer, sur ordre du préfet, les comprimés en leur possession.
La commune est également concernée par un établissement classé « site SEVESO seuil bas » de par ses activités et est exposée au risque de transport de matières dangereuses, en raison du passage sur son territoire d'un gazoduc et d'un oléoduc exploité par la société Trapil, d'une ligne de transport ferroviaire et d'itinéraires routiers structurants supportant un fort trafic (la route départementale D 2152),.

## Politique et administration

### Découpage territorial

#### Bloc communal: Commune et intercommunalités
La paroisse de Beaugency acquiert le statut de municipalité avec le  décret du 12 novembre 1789 de l'Assemblée Nationale puis celui de « commune », au sens de l'administration territoriale actuelle, par le décret de la Convention nationale du 10 brumaire an II (31 octobre 1793). Il faut toutefois attendre la loi du 5 avril 1884 sur l'organisation municipale pour qu'un régime juridique uniforme soit défini pour toutes les communes de France, point de départ de l’affirmation progressive des communes face au pouvoir central.
Aucun événement de restructuration majeure du territoire, de type suppression, cession ou réception de territoire, n'a affecté la commune depuis sa création.

#### Circonscriptions de rattachement
Sous l'Ancien Régime, à la veille des États généraux de 1789, Beaugency avait le tître de comté, de prévôté de bailliage. Elle était rattachée sur le plan militaire au gouvernement d'Orléans et sur le plan administratif à la généralité d'Orléans,.
La loi du 22 décembre 1789 divise le pays en 83 départements découpés chacun en six à neuf districts eux-mêmes découpés en cantons regroupant des communes. Les districts, tout comme les départements, sont le siège d’une administration d’État et constituent à ce titre des circonscriptions administratives. La commune de Beaugency est alors incluse dans le canton de Beaugency, le district de Beaugency et le département du Loiret.
La recherche d’un équilibre entre la volonté d’organiser une administration dont les cadres permettent l’exécution et le contrôle des lois d’une part, et la volonté d’accorder une certaine autonomie aux collectivités de base (paroisses, bourgs, villes) d’autre part, s’étale de 1789 à 1838. Les découpages territoriaux évoluent ensuite au gré des réformes visant à décentraliser ou recentraliser l'action de l'État. La régionalisation fonctionnelle des services de l'État (1945-1971) aboutit à la création de régions. L'acte I de la décentralisation de 1982-1983 constitue une étape importante en donnant l'autonomie aux collectivités territoriales, régions, départements et communes. L'acte II intervient en 2003-2006, puis l'acte III en 2012-2015.
Le tableau suivant présente les rattachements, au niveau infra-départemental, de la commune de Beaugency aux différentes circonscriptions administratives et électorales ainsi que l'historique de l'évolution de leurs territoires.
| Circonscription             | Nom                 | Période   | Type                         | Évolution du découpage territorial |
| --------------------------- | ------------------- | --------- | ---------------------------- | --- |
| District                    | Beaugency           | 1790-1795 | Administrative               | La commune est rattachée au district de Beaugency de 1790 à 1795,. La Constitution du 5 fructidor an III, appliquée à partir de vendémiaire an IV (1795) supprime les districts, rouages administratifs liés à la Terreur, mais maintient les cantons qui acquièrent dès lors plus d'importance. |
| Canton                      | Beaugency           | 1790-1801 | Administrative et électorale | Le 10 février 1790, la municipalité de Beaugency est rattachée au canton de Beaugency. Les cantons acquièrent une fonction administrative avec la disparition des districts en 1795. |
| Canton                      | Beaugency           | 1801-2015 | Administrative et électorale | Sous le Consulat, un redécoupage territorial visant à réduire le nombre de justices de paix ramène le nombre de cantons dans le Loiret de 59 à 31. Beaugency est alors rattachée par arrêté du 9 vendémiaire an X (30 septembre 1801) au canton de Beaugency,. |
| Canton                      | Beaugency           | 2015-     | Électorale                   | La loi du 17 mai 2013 et ses décrets d'application publiés en février et mars 2014 introduisent un nouveau découpage territorial pour les élections départementales. La commune est alors rattachée au nouveau canton de Beaugency. Depuis cette réforme, plus aucun service de l'État n'exerce sa compétence sur un territoire s'appuyant sur le nouveau découpage cantonal. Le canton a disparu en tant que circonscription administrative de l'État ; il est désormais uniquement une circonscription électorale dédiée à l'élection d'un binôme de conseillers départementaux siégeant au conseil départemental. |
| Arrondissement              | Orléans             | 1801-     | Administrative               | Beaugency est rattachée à l'arrondissement d'Orléans depuis sa création en 1801,. |
| Circonscription législative | 1re circonscription | 2010-     | Électorale                   | Lors du découpage législatif de 1986, le nombre de circonscriptions législatives passe dans le Loiret de 4 à 5. Un nouveau redécoupage intervient en 2010 avec la loi du 23 février 2010. En attribuant un siège de député « par tranche » de 125 000 habitants, le nombre de circonscriptions par département varie désormais de 1 à 21,. Dans le Loiret, le nombre de circonscriptions passe de cinq à six. La réforme n'affecte pas Beaugency qui reste rattachée à la première circonscription. |

#### Collectivités de rattachement
La commune de Beaugency est rattachée au département du Loiret et à la région Centre-Val de Loire, à la fois circonscriptions administratives de l'État et collectivités territoriales. Elle est membre de la communauté de communes du canton de Beaugency depuis sa création le 15 décembre 2008.
Au-delà du maire, premier magistrat administrant la commune, les personnalités élues dont le mandat est relatif à une collectivité à laquelle est rattachée la commune de Beaugency et représentant donc le territoire communal au sein de chacune de ces collectivités  sont les suivantes :
| Élections       | Élections                     | Circonscription électorale                        | Élu de la circonscription        | Élu de la circonscription | Élu de la circonscription | Élu de la circonscription |
| Niveau          | Type                          | Circonscription électorale                        | Titre                            | Nom                       | Début de mandat           | Fin de mandat             |
| --------------- | ----------------------------- | ------------------------------------------------- | -------------------------------- | ------------------------- | ------------------------- | ------------------------- |
| Groupe communal | Municipales et communautaires | Commune de Beaugency                              | Maire                            | Jacques Mesas             | 2020                      | 2026                      |
| Groupe communal | Municipales et communautaires | Communauté de communes des Terres du Val de Loire | Présidente de l'intercommunalité | Pauline Martin            | 2020                      | 2026                      |
| Département     | Départementales               | Canton de Beaugency                               | Conseillère départementale       | Ludivine Raveleau         | 2021                      | 2027                      |
| Département     | Départementales               | Canton de Beaugency                               | Conseiller départemental         | Jacques MESAS             | 2021                      | 2027                      |
| Région          | Régionales                    | Région Centre-Val de Loire                        | Président du conseil régional    | François Bonneau          | 18 décembre 2015          | 2021                      |
| Pays            | Législatives                  | 1re circonscription                               | Députée                          | Stéphanie Rist            | 18 juin 2017              | juin 2022                 |

### Politique et administration municipales

#### Conseil municipal et maire

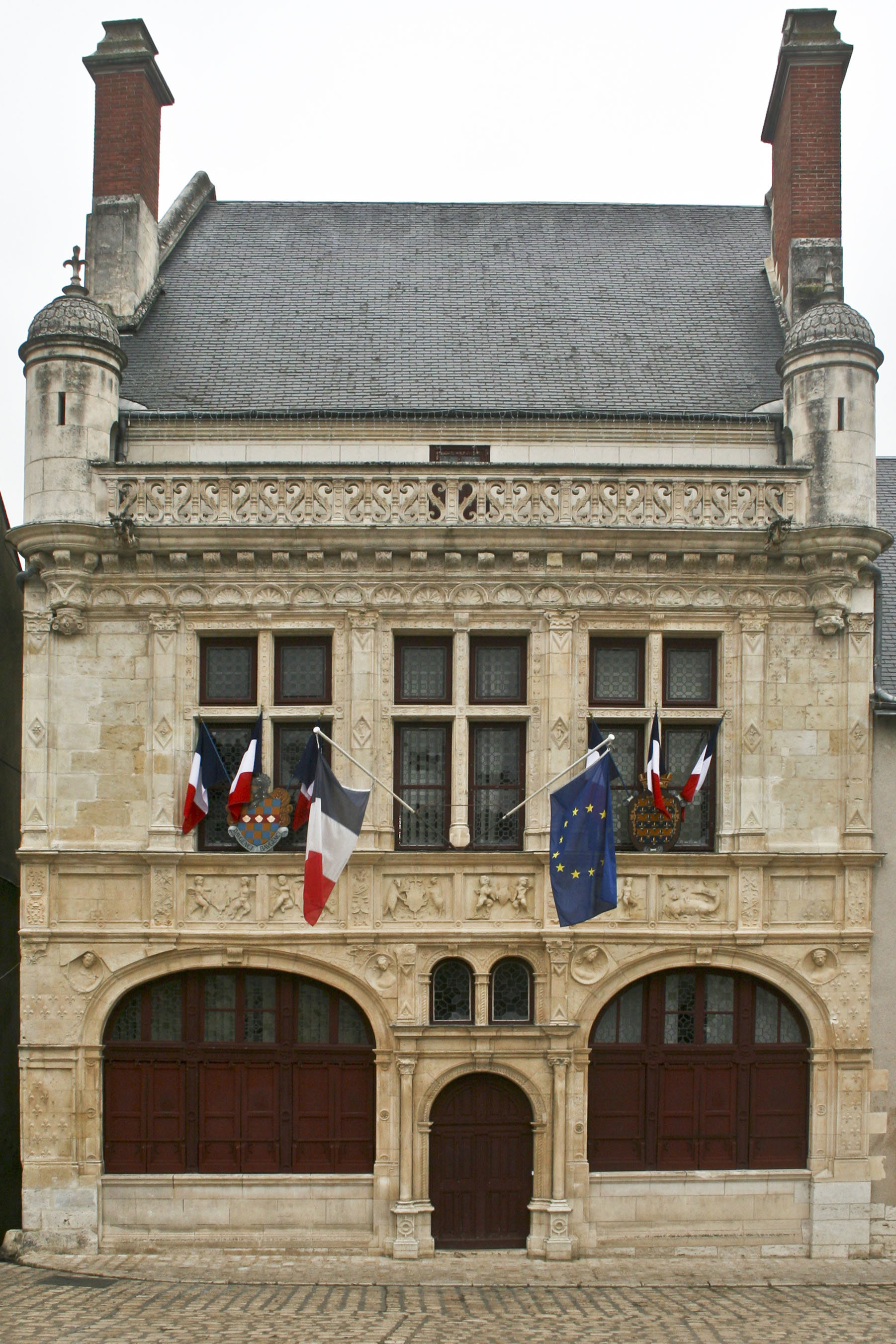
L'hôtel de ville.

Depuis les élections municipales de 2020, le conseil municipal de Beaugency, commune de plus de 1 000 habitants, est élu au scrutin proportionnel de liste à deux tours (sans aucune modification possible de la liste), pour un mandat de six ans renouvelable. Il est composé de 29 membres. L'exécutif communal est constitué par le maire, élu par le conseil municipal, parmi ses membres, pour un mandat de six ans, c'est-à-dire pour la durée du mandat du conseil.
| Période                                  | Période      | Identité                             | Étiquette       | Qualité |
| ---------------------------------------- | ------------ | ------------------------------------ | --------------- | --- |
| 1789                                     | 1790         | Nicolas François Turpétin            |                 | Avocat en parlement Député du Loiret (1791-1792) |
| 1790                                     | 1791         | Guerton                              |                 | |
| 1791                                     | 1792         | Duval                                |                 | |
| 1792                                     | 1793         | Tardif                               |                 | |
| 1793                                     | 1794         | De Villiers                          |                 | |
| 1794                                     | 1795         | Plinguet                             |                 | |
| 1795                                     | 1796         | Sartre de la Perrine                 |                 | |
| 1796                                     | 1797         | Jacques Nicolas Pellieux             |                 | Médecin - Historien et archéologue local ayant rédigé plusieurs ouvrages sur l'histoire de Beaugency                                                                                    |
| 1797                                     | 1799         | Boucheron                            |                 | |
| 1799                                     | 1815         | Simon Lasseux                        |                 | |
| 1815                                     | 1815         | Simon Champenois                     |                 | Maire uniquement pendant la période des 100 jours |
| 1815                                     | 1816         | Cahu                                 |                 | démission pour raison de santé |
| 1816                                     | 1829         | Jean-Jacques De La Faire             |                 | démission pour raison de santé |
| 1829                                     | 1830         | Edouard Joseph Dattin                |                 | |
| 1830                                     | 1834         | Christophe Isidore Bordier           |                 | Décès accidentel en cours de mandat |
| 1834                                     | 1835         | Simon Champenois                     |                 | Par interim |
| 1835                                     | 1852         | Jean Pierre Pandelle                 |                 | Médecin Conseiller général (1848-1870) |
| 1852                                     | 1855         | Jules Lorin de Chaffin               |                 | Notaire - Historien local |
| 1866                                     | 1870         | Jean Pierre Pandelle                 |                 | Médecin Conseiller général (1848-1870) |
| 1870                                     | 1872         | Delahaye                             |                 | |
| 1872                                     | 1877         | Francois-Gabriel Denizet             |                 | Notaire - Démission en cours de mandat pour raison de santé |
| 1877                                     | 1878         | Gaudry                               |                 | Par intérim |
| 1878                                     | 1878         | Joseph Victor Maître                 |                 | |
| 1878                                     | 1891         | Pascal Corneau                       |                 | Escompteur Conseiller général (1887-1889) - Démission en cours de mandat pour raison de santé                                                                                           |
| 1891                                     | 1896         | Alexandre Ferdinand Villain-Tournois |                 | Négociant et viticulteur Conseiller général (1892-1906) |
| 1896                                     | 1906         | Eugène Verrière                      |                 | Banquier Conseiller général (1906) - Décès en cours de mandat |
| 1906                                     | 1908         | Prosper Guillon                      |                 | Par intérim |
| 1908                                     | 1945         | Charles Hyvernaud                    | RAD             | Médecin Conseiller général (1906-1940) |
| 1945                                     | 1947         | Constant Moineau                     | DVG             | Pharmacien Conseiller général (1945-1970) |
| 1947                                     | 1959         | Maurice Ruet                         |                 | |
| 1959                                     | 1960         | Alfred Naveau                        |                 | |
| 1960                                     | 1971         | Jean Quartier                        |                 | Agriculteur |
| 1971                                     | octobre 1988 | Alain Jarsaillon                     | CD puis UDF-CDS | Médecin Conseiller général (1976-1988) - Démissionne de son mandat de Maire après sa défaite aux élections cantonales                                                                   |
| novembre 1988                            | juin 1995    | Thérèse Cherrier                     | DVD             | Retraitée |
| juin 1995                                | mars 2014    | Claude Bourdin                       | PS              | Conseiller en formation Député du Loiret (1991-1993) Conseiller général (1988-2015) |
| avril 2014                               | juillet 2020 | David Faucon                         | DVG puis LREM   | Directeur d'agence bancaire - Vice-président de la communauté de communes des Terres du Val de Loire                                                                                    |
| juillet 2020                             | En cours     | Jacques Mesas,                       | UDI             | Retraité des finances publiques - Vice-président de la communauté de communes des Terres du Val de Loire - Conseiller départemental - Vice-président du Conseil départemental du Loiret |
| Les données manquantes sont à compléter. |              |                                      |                 | |

### Politique de développement durable
La commune a engagé une politique de développement durable en lançant une démarche d'Agenda 21dès 2007.
En 2025, la commune est reconnue Territoire engagé pour la nature en raison de son action de protection de la biodiversité. Depuis les années 1980, la ville acquiert régulièrement des parcelles situées en bord de Loire pour permettre leur gestion durable. Au sud de la Loire, le site des Rives de Beaugency est labelisé Espace naturel sensible et géré par le Conservatoire d'espaces naturels, il est notamment réputé pour la présence de castors. Au milieu de la Loire, en aval du Pont de Beaugency, un ensemble d'îlots sablonneux est protégé par un arrêté de biotope pour la protection des sternes sont ils constituent un site majeur de nidification en Europe de l'Ouest. Les îlots accueillent également une très importante population de mouettes mélanocéphales.

### Jumelages
La commune est impliquée dans trois accords de jumelage :
- Hiltrup (Allemagne) depuis 1974[C 1],[123] ;
- Hakusan (Japon) depuis 1999[C 2] ;
- Świątniki Górne (Pologne) depuis 2000[C 3] ;
- Tanger (Maroc).

## Équipements et services

### Environnement

#### Gestion des déchets
De 1971 à 2017, la commune est membre du Syndicat mixte intercommunal pour le ramassage et le traitement des ordures ménagères (SMIRTOM) de la région de Beaugency. Il assure la collecte et le traitement des ordures ménagères résiduelles en porte à porte, des emballages ménagers recyclables en porte à porte ou en points d’apport volontaire, du verre en points d’apport volontaire et des papiers en points d’apport volontaire
. Il gère également un réseau de déchèteries pour les encombrants et autres déchets spécifiques (déchets verts, déchets dangereux, gravats, ferraille, cartons…) dont la déchèterie la plus proche de la commune est celle de Villorceau. L'élimination et la valorisation énergétique des déchets est effectuée dans l'UIOM de Saran depuis 1996 en partenariat avec de la communauté urbaine Orléans-Métropole.
En application de la loi NOTRe du 7 août 2015 et à la suite de la fusion de quatre communautés de communes pour former la communauté de communes des Terres du Val de Loire, le SMIRTOM de la région de Beaugency a été dissous le 30 juin 2017 et ses compétences reprises par la communauté de communes.

#### Production et distribution d'eau
Le service public d’eau potable est une compétence obligatoire des communes depuis l’adoption de la loi du 30 décembre 2006 sur l’eau et les milieux aquatiques.
En 2025, la production et la distribution de l'eau potable sur le territoire communal sont assurées par la commune elle-même qui a affermé le service au groupe Suez. La ville possède deux forages situés avenue de la Procession et trois châteaux d’eau dont un hors service (Vernon). Une usine de traitement du fer et du manganèse a été réalisée à proximité des forages en 2012.
Depuis ses forages, commune de Beaugency assure également la production d'eau potable pour la commune de Villorceau.

#### Assainissement
La compétence assainissement, qui recouvre obligatoirement la collecte, le transport et l’épuration des eaux usées, l’élimination des boues produites, ainsi que le contrôle des raccordements aux réseaux publics de collecte, est assurée par la Communauté de communes des Terres du Val de LoireElle exploite la station d'épuration de Barchelin, située sur le territoire de la commune de Tavers, mise en service le 1er février 1972 et dont la capacité nominale de traitement est de 11 800 EH, soit 1 900 m3/jour. Cet équipement utilise un procédé d'épuration biologique dit « à boues activées »,. Il assure le traitement des eaux usées de 3 communes : Beaugency, Tavers et Villorceau.
L’assainissement non collectif (ANC) désigne les installations individuelles de traitement des eaux domestiques qui ne sont pas desservies par un réseau public de collecte des eaux usées et qui doivent en conséquence traiter elles-mêmes leurs eaux usées avant de les rejeter dans le milieu naturel. Depuis le 1er janvier 2017, c'est la Communauté de communes des Terres du Val de Loire qui assure le service public d'assainissement non collectif (SPANC), après la fusion des communautés de communes  du Val des Mauves, du Canton de Beaugency, du Val d'Ardoux et de la Beauce oratorienne située dans le Loir-et-Cher qui l'assuraient auparavant. Celui-ci a pour mission de vérifier la bonne exécution des travaux de réalisation et de réhabilitation, ainsi que le bon fonctionnement et l’entretien des installations,.

### Enseignement

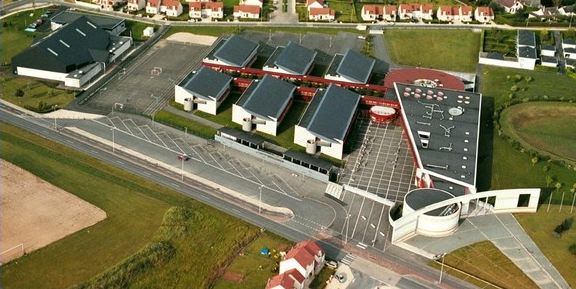
Le lycée François-Villon.

Beaugency est situé dans l'académie d'Orléans-Tours (Zone B) et dans la circonscription d'Orléans sud-ouest. La commune possède quatre écoles maternelles, quatre écoles primaires, deux collèges et trois lycées :
- les écoles maternelles et primaires publiques du Mail, des Chaussées, Garambault et privée  Notre-Dame ;
- les collèges public Robert-Goupil et privé Maîtrise Notre-Dame ;
- le lycée d'enseignement général et technologique François-Villon, le lycée général privé Charles de Foucaults et le lycée professionnel privé L'Abbaye.

### Équipements sportifs
La ville compte de nombreux complexes sportifs :
- le site des Hauts de Lutz (Complexe Alain Jarsaillon) : un terrain multisports extérieur, un terrain de foot à 7, deux gymnases (dont un spécifique à la gymnastique), une salle de tennis de table et une salle d'escalade (23 voies ; 9 à 10 m de haut) ;
- le site de Garambault : un gymnase, une salle de danse, une salle de boxe et un plateau multisports ; le site est intégralement rénové en 2024 et 2025 ;
- le site Bel-Air : un terrain de football, un terrain de foot à 7 stabilisé, une piste d'athlétisme de 100 m, un gymnase, un dojo, une salle de musculation ; en 2025, le terrain de football est aménagé pour accueillir des tribunes et vestiaires et devenir le stade principal de la ville ;
- le stade Paul Lebugle : un terrain d'honneur de football éclairé, un terrain de foot à 7 synthétique éclairé, un plateau multisports ; en 2024, le conseil municipal de la ville de Beaugency a voté la désaffectation de ce stades créé en 1952 par l'Armée américaine et devenu vétuste, il doit être démoli à terme pour accueillir des logements ;
- le stade Maurice Dubreuil : un terrain d'honneur de football, deux terrains annexes éclairés, un terrain de foot à 7, une piste d'athlétisme, des sautoirs ;
- le centre aquatique : un bassin de 25 mètres, un bassin ludique et une pataugeoire couverts, un bassin de 25 mètres extérieur avec plongeoirs et une pataugeoire extérieure ;
- le site du Tennis Club Balgentien : un court couvert, six courts extérieurs (deux en terre battue et quatre quicks) ;
- le boulodrome couvert ;
- le boulodrome situé en bords de Loire ;
- un skate-park construit en 2025 près du lycée.

## Population et société

### Démographie
L'évolution du nombre d'habitants est connue à travers les recensements de la population effectués dans la commune depuis 1793. Pour les communes de moins de 10 000 habitants, une enquête de recensement portant sur toute la population est réalisée tous les cinq ans, les populations de référence des années intermédiaires étant quant à elles estimées par interpolation ou extrapolation. Pour la commune, le premier recensement exhaustif entrant dans le cadre du nouveau dispositif a été réalisé en 2007.
En 2022, la commune comptait 7 811 habitants, en évolution de +5,75 % par rapport à 2016 (Loiret : +1,89 %, France hors Mayotte : +2,11 %).
| 1793  | 1800  | 1806  | 1821  | 1831  | 1836  | 1841  | 1846  | 1851  |
| ----- | ----- | ----- | ----- | ----- | ----- | ----- | ----- | ----- |
| 4 515 | 4 842 | 4 520 | 4 920 | 4 883 | 4 849 | 4 844 | 4 851 | 5 258 |

| 1856  | 1861  | 1866  | 1872  | 1876  | 1881  | 1886  | 1891  | 1896  |
| ----- | ----- | ----- | ----- | ----- | ----- | ----- | ----- | ----- |
| 5 072 | 5 052 | 5 029 | 4 635 | 4 466 | 4 439 | 4 544 | 4 313 | 3 994 |

| 1901  | 1906  | 1911  | 1921  | 1926  | 1931  | 1936  | 1946  | 1954  |
| ----- | ----- | ----- | ----- | ----- | ----- | ----- | ----- | ----- |
| 3 761 | 3 635 | 3 532 | 3 250 | 3 292 | 3 502 | 3 560 | 3 573 | 4 052 |

| 1962  | 1968  | 1975  | 1982  | 1990  | 1999  | 2006  | 2007  | 2012  |
| ----- | ----- | ----- | ----- | ----- | ----- | ----- | ----- | ----- |
| 4 401 | 5 530 | 6 534 | 7 190 | 6 917 | 7 106 | 7 584 | 7 648 | 7 501 |

| 2017  | 2022  | - | - | - | - | - | - | - |
| ----- | ----- | - | - | - | - | - | - | - |
| 7 298 | 7 811 | - | - | - | - | - | - | - |

### Manifestations et festivités
- Foire du 1erMai
- Les Estivales qui sont un ensemble de festivités culturels et d'aménagements de loisirs temporaires en juillet et aoûtsur les bords de Loire[141].
- Le labyrinthe de Beaugency, un labyrinthe végétal dans un champ de maïs.

### Associations sportives
- L'Union Sportive Beaugency Val de Loire, club de football ;
- Le Club Sport Lusitanos de Beaugency, club de football ;
- Le Tennis Club Balgentien ;
- L'Etoile Balgentienne, comprenant plusieurs sections : athlétisme, escalade et sports de montagne, gymnastique, tennis de table, tir à l'arc ;
- Le Judo Club Balgentien ;
- Le Beaugency Hand Ball ;
- Le Basket Club Balgentien ;
- Le Club des Nageurs Balgentiens[142].

## Économie
Jusqu'au début du XXe siècle, Beaugency est une petite ville commerçante qui bénéficie notamment de la navigation fluviale sur la Loire.
Plusieurs petites industries s'installent sur la commune au cours du XXe siècle. La principale est l'entreprise de fabrication de matelas, sommiers et fauteuils TRECA située à l'entrée ouest de la Ville. L'usine a fermé en 2012 lors du déménagement de l'entreprise à Mer . Son antenne située à l'entrée Est de la ville était spécialisée dans la fabrication de mousse pour matelas puis de fauteuils pour l'industrie automobile, elle fut reprise par le groupe Faurecia qui a fermé l'usine en 2006.
En 2025, la commune compte une centaine de commerces et PME. Les principaux employeurs privés sont Pochet du Courval (fabrication de flacons de parfum) et l'ABRAPA (services à la personne). La ville accueille également de très nombreux salariés de la centrale nucléaire de Saint-Laurent-des-Eaux située à environ 10 km sur la commune limitrophe de Saint-Laurent-Nouan.
Beaugency est reconnu commune touristique et compte un camping, une auberge de jeunesse (actuellement fermée), plusieurs hôtels et de nombreux restaurants. Elle est adhérente aux réseaux des Plus beaux détours de France et des Stations vertes de vacances. L'office de tourisme est situé dans l'ancienne halle depuis 2024.

## Culture locale et patrimoine

### Lieux et monuments

#### Architecture militaire
L'ancienne cité médiévale fortifiée comporte encore de nombreux vestiges d'architecture militaire.
- L'ancien donjon dit « Tour César », du XIe siècle, domine la ville de ses 36 m de haut, et est un des monuments les plus imposants de la ville, visible de loin. Il est classé Monument historique depuis 1840[A 1]. À la suite de l'effondrement de l'intérieur du monument au XIXe siècle, il s'agit désormais d'une enceinte vide. Elle est accessible uniquement dans le cadre de visites guidées. Au pied de la tour, une ancienne glacière subsiste. Servant essentiellement de lieu de stockage, elle est visitable lors des journées européennes du Patrimoine.
- Le château de Beaugency date des XVe et XVIe siècles. Il fut construit aux abords immédiats de la forteresse pour accueillir le logis seigneurial. D'origine médiévale, il est très largement remanié pour le confort de ses habitants d'abord sous Jean de Dunois, dit le bâtard d'Orléans, puis par ses descendants de la famille d'Orléans-Longueville. Conservé par la famille jusqu'à la Révolution Française, il est confisqué et devient bien national. Il est racheté par le Département du Loiret en 1839 y installer un dépôt de mendicité. Après la fermeture de celui-ci, il devient colonie de vacances puis héberge le Musée de l'Orléanais. Revendu en 2014 à un propriétaire privé, il abrite aujourd'hui un Centre d'art numérique. Il est classé Monument historique depuis le 18 août 1926.
- La Tour de l'horloge, anciennement appelée Porte du Change est un des derniers vestiges de la première enceinte de la cité médiévale, construite entre 1030 et 1050. Depuis 1511, elle supporte une horloge qui lui a donné son nom. Classée Monument historique le 5 septembre 1922[A 2] , elle a été rénovée en 2024 et 2025 et est ouverte à la visite guidée depuis l'été 2025.
- La Porte de Tavers, située à l'extrémité ouest de l'ancienne cité médiévale, est pour sa part un vestige de la deuxième enceinte construite au XIIIe siècle. Plusieurs portions de ces anciennes fortifications sont encore visibles autour de la ville historique, dont un fragment qui constituait la pointe nord de l'enceinte, au niveau de la Tour Saint-Nicolas, est encore visible à l'angle de la rue de Châteaudun et de la Rue Nationale. Il a survécu au bombardement américain du 16 juin 1944 et est depuis inscrit à l'inventaire des Monuments historiques depuis le 18 août 1944[A 3].

#### Edifices publics civils
- L'hôtel de ville est un édifice Renaissance du XVIe siècle ; il fut classé Monument historique en 1840[A 4]. Il accueille toujours les services municipaux de la Ville de Beaugency dont le bureau du Maire et la salle des mariages. Cette dernière comporte plusieurs tentures brodées datant du XVIIe siècle. Elles sont accessibles dans le cadre de visites guidées.

- L'ancien Hôtel Dieu des XIIe et XVIe siècles est inscrit à l'inventaire des Monuments historiques le 13 juin 1929[A 5]. Il accueille aujourd'hui un collège et un lycée d'enseignement privé catholique.
- L'ancienne prison datant des  XIVe et XVe siècles est située au pied de la Tour de l'Horloge. Sa façade est inscrite à l'inventaire des Monuments historiques depuis le 17 mai 1933[A 6]. Elle est actuellement à l'abandon.
- La halle de la place du Petit marché date de 1880[A 7]  et était initialement construite comme halle des bouchers de la Ville. À l'intérieur, on trouve aujourd'hui l'Office de tourisme de la Ville. Elle continue d'accueillir des exposants les jours de marché.
- L'ancienne école primaire supérieure fut inaugurée le 25 août 1889. C'est un magnifique monument de pierre et de brique, à l'ordonnancement symétrique, typique des constructions publiques de l'époque. Elle sert actuellement de logements de fonctions aux personnels du collège Robert Goupil[A 8]. Le bâtiment est visible depuis le Grand Mail.
- Le pont de Beaugency franchit la Loire et supporte la route départementale D 925 qui relie la commune à Lailly-en-Val[A 9]. D'origine médiévale, il a été largement remanié au gré de ses démolitions successives.
- La gare de Beaugency fut construite en 1846. Dans son prolongement, le viaduc de Beaugency est un important pont ferroviaire enjambant la vallée du Rû et qui domine la ville. Il est emprunté par la ligne Paris - Bordeaux[A 10].
- L'hôtel de la Caisse d'épargne achevé en 1903[A 11]  est un monument remarquable situé sur la même place que l'Hôtel de Ville.
- L'ancien port sur les bords de la Loire. Les aménagements pavés situés de part et d'autre du Pont ont été aménagés au XIXe siècle. Ils sont bordés d'alignement de platanes. Ils se composent de plusieurs niveaux de quais dont les plus bas sont submersibles en cas de crue de la Loire. Les pentes à bateaux et les anneaux d'amarrages sont encore bien visibles.
- Le Grand Mail de Beaugency est un espace de promenade aménagé en 1730 le long des fossés ouest de la ville. Il constitue actuellement un alignement d'imposants tilleuls. Ils constituent avec le pont et l'ancien port un site classé.

#### Edifices religieux

Monuments religieux de Beaugency.
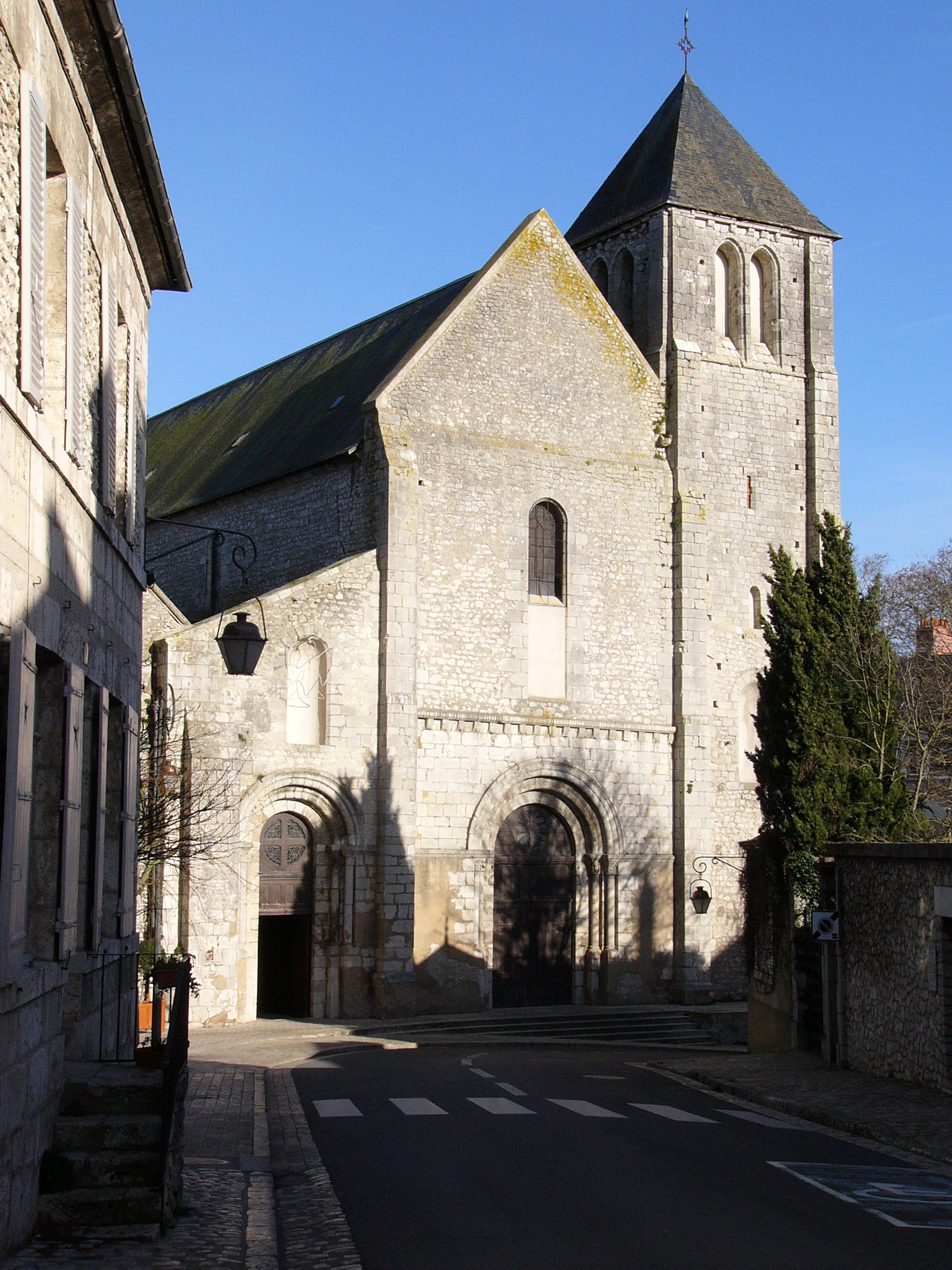
L'abbatiale Notre-Dame.
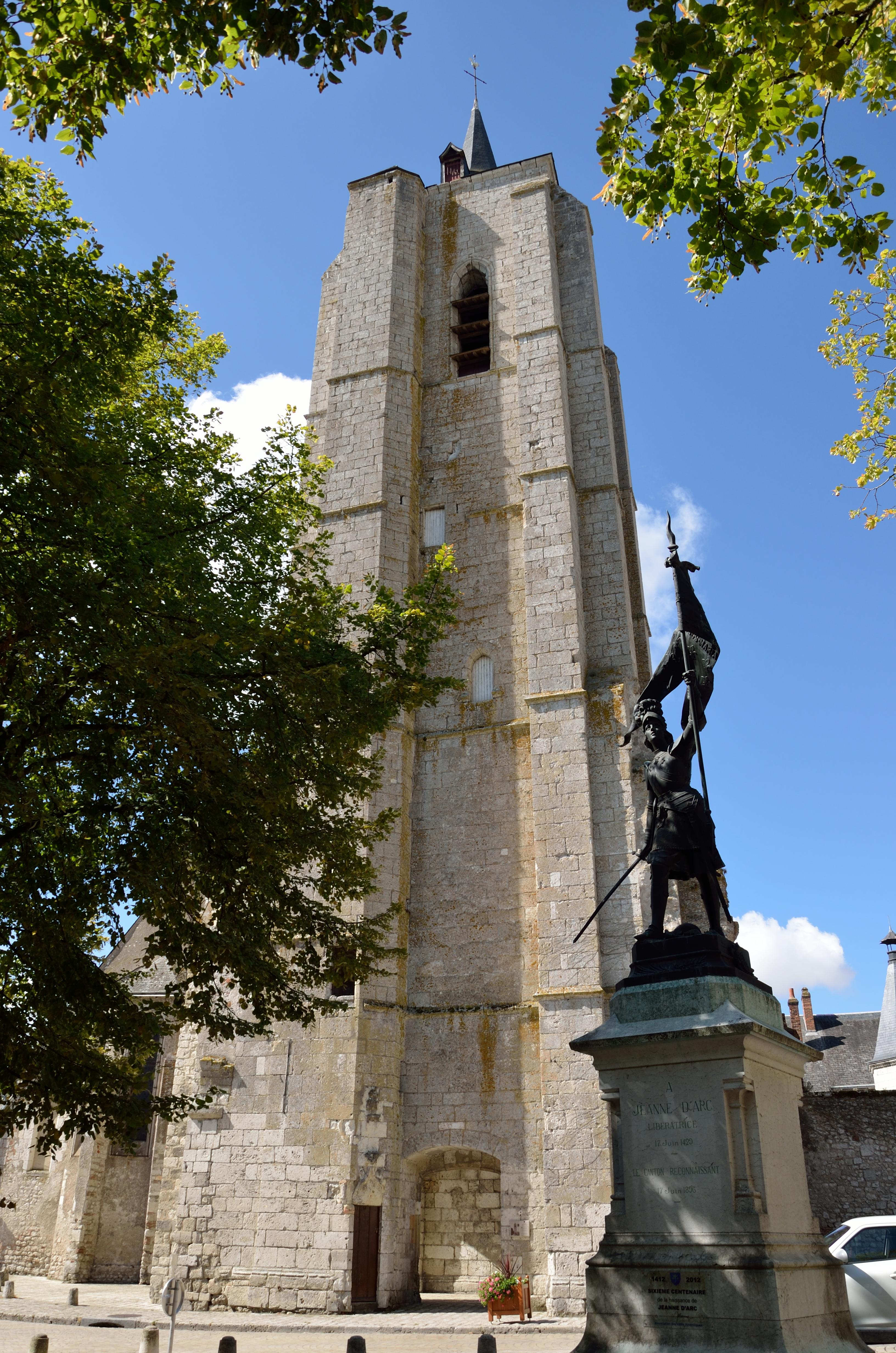
Le clocher Saint-Firmin
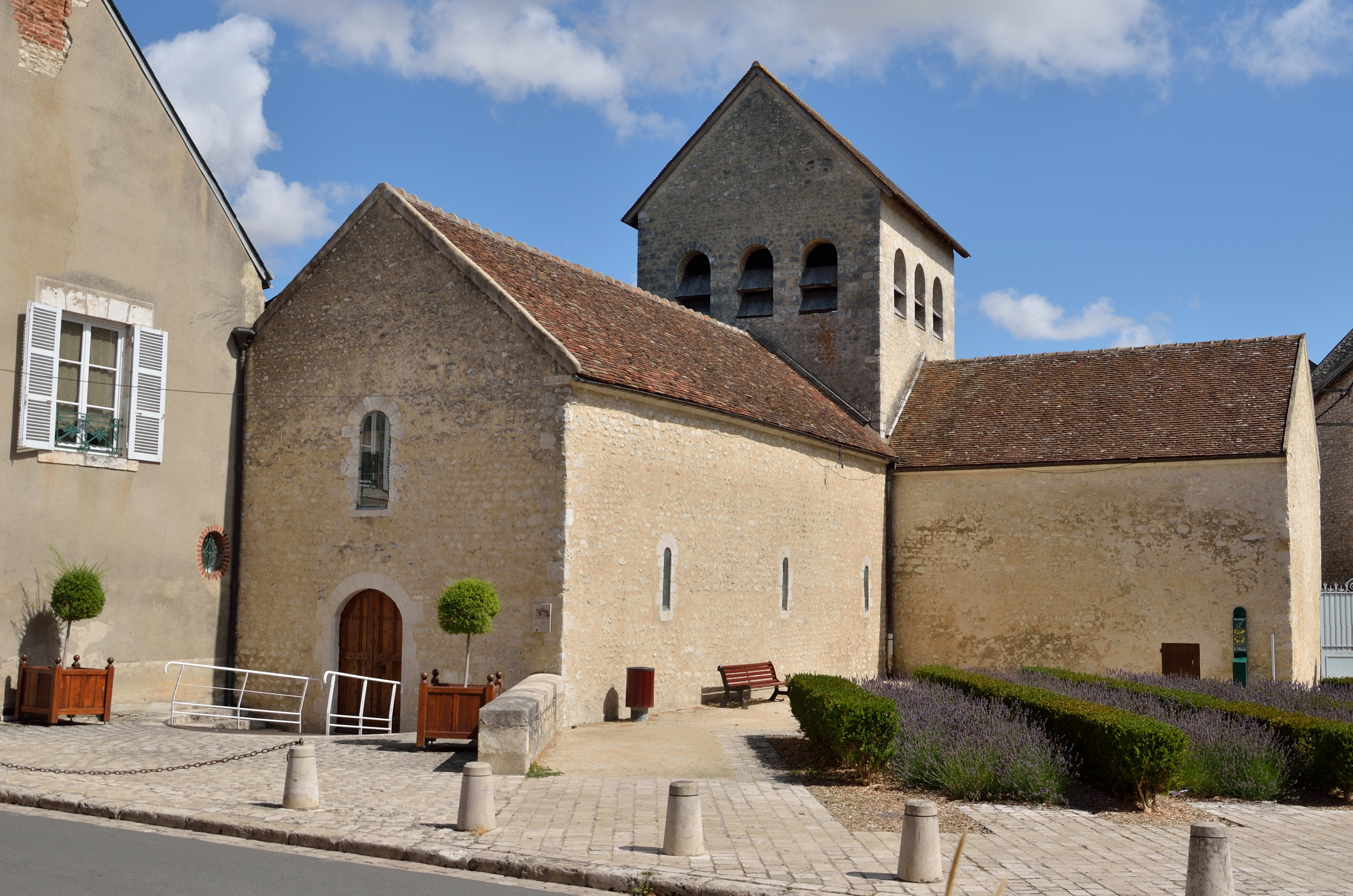
L'ancienne église Saint-Etienne

- L'Abbatiale Notre-Dame, classée Monument historique en 1862[A 12] , est l'actuelle église paroissiale de Beaugency. Elle continue d'accueillir le culte catholique chaque dimanche. Elle était auparavant la collégiale de l'ancienne Abbaye de Beaugency. Les locaux conventuels datés des XIe, XIIe, XVe et XVIIe siècles, sont inscrits à l'inventaire des Monuments historiques depuis le 13 décembre 2006. Ils ont été transformés en hôtel[A 13] pour la partie orientale et en lycée d'enseignement professionnel privé[143] pour sa partie longeant la Loire. L'église abbatiale et les locaux de l'abbaye étaient intégrés à l'intérieur de l'enceinte du castrum médiéval.
- Le clocher Saint-Firmin est le dernier vestige de l'ancienne église paroissiale Saint-Firmin détruite pendant la Révolution. Il est classé aux monuments historiques depuis 1913. Son ascension de 186 marches, est possible dans le cadre de visites guidées. Edifiée au XVIe siècle, cette tour-clocher culmine à 56 mètres de haut, en faisant le plus haut monument de la Ville. Sous l'église Saint-Firmin, il aurait existé un ancienne église souterraine Saint-Avoie qui fut comblée par les gravats issus l'église Saint-Firmin[52].
- L'église Saint-Étienne est un édifice du XIe siècle construit sur un plan en croix latine avec un grand transept. Elle dépendait originellement d'un ancien prieuré et était dédiée au Saint-Sépulcre. Elle fut classée Monument Historique en 1840[A 14]. Désaffectée du culte en 1914, elle servit de stockage avant d'être rachetée par la Ville et rénovée en 1995. Elle sert désormais de lieu d'exposition.
- L'église Saint-Claude au lieu-dit Vernon, date des XVIe et XIXe siècles[A 15]. Elle est dotée en 1928 de verrières réalisées par les ateliers Lorin de Chartres, alors dirigés par Charles Lorin[144],[145] ;
- L'ancienne chapelle Saint-Michel datant du XVe fut détruite en 1863[A 16] pour laisser la place à un abattoir. Une grande polémique en naquit car l'abattoir fut construit avec les matériaux de l'ancien édifice religieux et en en reprenant en grande partie les plans avec nef centrale et chapelles latérales. L'abattoir fonctionna jusqu'en 1986[A 17] avant d'accueillir les services techniques municipaux jusqu'en 2006. Il accueille aujourd'hui une brasserie artisanale "Les Félins".

#### Bâtiments privés remarquables
- La Maison des Templiers, située à l'angle de la rue du Puits de l'Ange et de la rue du Traineau, est la plus ancienne habitation privée encore visible de la Ville. Elle date du XIIe siècle. Sa façade est classée en 1919 et le reste de la maison inscrite en 2006[A 18].
- Une maison à pan de bois datant du XVIe siècle et située 28 place du Martroi est inscrite à l'inventaire des Monuments historiques depuis 1925.
- L'ancien Hôtel de la Croix d'or date du XVe siècle. Situé à l'angle de la rue du Change et de la rue de la Cordonnerie, il est partiellement inscrit à l'inventaire des Monuments historiques depuis le 23 juin 1947[A 19].
- La maison de la Pyterie des XVe et XVIe siècles est située à l'angle de la rue de l'Evêché et de la rue Porte-Tavers. Ancienne propriété d'un chevalier local, elle abrita les chanoines de l'abbaye Notre-Dame de 1586 à 1626[A 20].
- La Ville compte un grand nombre de demeures Renaissance donc la Maison de Guillaume Charles des XVe et XVIe siècles[A 21]  ou l'Hôtel Tarat des XVIe et XVIIe siècles[A 22]. Plusieurs bâtiments à pans de bois de l'époque médiévale sont aussi encore visibles dans les ruelles de la ville.
- Beaugency s'est construit à la confluence d'un ruisseau venu de la Beauce, le Rû, avec la Loire. Ce ruisseau activait jusqu'à 11 moulins dont plusieurs étaient situés dans les murs, comme le moulin de Choiseau datant des XVIe et XIXe siècles[A 23]. L'ancien Moulin des murs, situé au nord de la ville le long de la muraille, est le lieu de naissance du poète Gaston Couté. Il a été démoli en 1944.
- Un four de tuilier du XIXe est encore facilement visible au lieu-dit du  Pré d'Allonne[A 24] ;

### Patrimoine mondial de l'Unesco
Le 30 novembre 2000, le Val de Loire, dans son cours moyen de Sully-sur-Loire (Loiret) à Chalonnes-sur-Loire (Maine-et-Loire), est inscrit sur la Liste du patrimoine mondial de l'organisation des Nations unies pour l'éducation, la science et la culture (UNESCO) comme « paysage culturel ». Cette inscription reconnaît au site une « valeur universelle exceptionnelle » fondée sur la densité de son patrimoine monumental, architectural et urbain, l'intérêt du paysage fluvial et la qualité exceptionnelle d’expressions paysagères héritées de la Renaissance et du Siècle des Lumières. Toute altération de la V.U.E. est considérée comme une perte pour la mémoire de l’Humanité.
Le préfet de la région Centre, préfet coordonnateur, approuve le plan de gestion pour le Val de Loire patrimoine mondial par arrêté en date du 15 novembre 2012. Trente-cinq communes du Loiret sont concernées, dont Beaugency qui a une bande de son territoire inscrit, le reste étant en zone tampon.

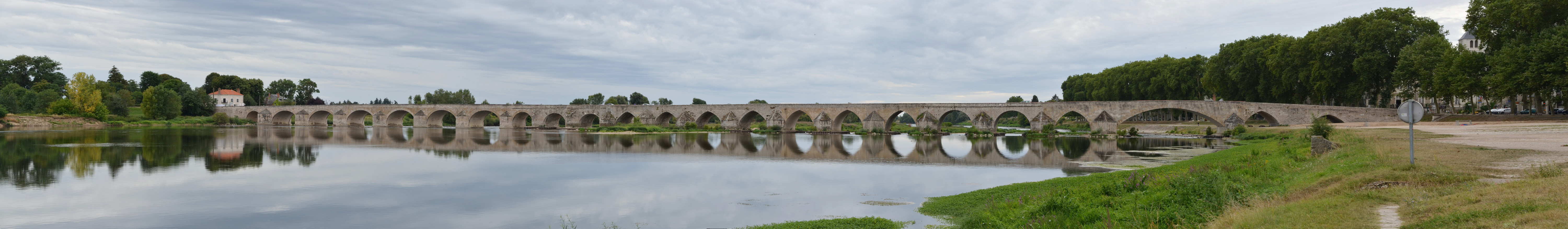
Pont de Beaugency.

### Beaugency et les arts
Dans une légende relatée par James Joyce pour son petit-fils, Le Chat et le Diable, le diable aurait aidé à la construction du pont de Beaugency sur la Loire. Comme paiement, il demanda l'âme du premier passant qui s'aventurerait sur son pont. L'unique victime fut en fait un chat que les habitants laissèrent filer sur la construction. De là, vient peut être le surnom Chats donnés aux Balgentiens bien que d'autres sources pensent qu'il ne s'agit que de la contraction de châtaignes dont la commune était riche.
La ville de Beaugency est citée dans plusieurs œuvres littéraires notables. Victor Hugo y place l'acte V du drame Marion Delorme (1831). Honoré de Balzac situe également à Beaugency plusieurs scènes de son roman Sur Catherine de Médicis (paru de 1836 à 1844). Alexandre Dumas, dans Les Trois Mousquetaires (1844) situe quant à lui la première rencontre de D'Artagnan avec Milady de Winter au pont de Meung-sur-Loire, distant de Beaugency d'une quinzaine de kilomètres. Cependant, à cette époque, il n'y avait pas de pont à Meung-sur-Loire. Dumas s'est donc probablement inspiré du pont de Beaugency dans son roman en le plaçant à Meung-sur-Loire. Enfin, dans le roman intitulé Moonraker (1955) de Ian Fleming, James Bond, à l'issue de l'aventure, pense prendre du bon temps dans un village sur les rives de la Loire : « places like Beaugency, for instance ». La ville est également mentionnée dans diverses œuvres littéraires, dont L'Enfant de Jules Vallès ou encore Usurpation d'identité de Boileau-Narcejac.
Au cinéma, la ville de Beaugency est citée dans les films La Baie des Anges (1963) de Jacques Demy et Le Jardinier d'Argenteuil (1966) dans lequel joue Jean Gabin. Dans La Baie des Anges, le protagoniste joué par Claude Mann déclare à son père, joué par Henri Nassiet : « Je n'irai pas à Beaugency. Je vais descendre sur la cote, j'ai envie de voir du pays ». Dans Le Jardinier d'Argenteuil, un fonctionnaire vérifie l'état-civil du personnage incarné par Jean Gabin et déclare « Martin Joseph Louis Armand, né le 28 avril 1903 à Beaugency, c'est bien ça ? », ce à quoi Jean Gabin répond « C'est bien ça ».
Dans le domaine musical, Pierre-Max Dubois compose en 1969 un concerto pour clarinette et cordes en quatre mouvements intitulé « Beaugency Concerto »,. Enfin, le chanteur américain David Crosby cite Beaugency dans une chanson intitulée Orléans, sur l'album If I could Only Remember my name de 1971.

### Personnalités liées à la commune

#### Naissances dans la commune
- Étienne Aignan (1773-1824), homme de lettres et auteur dramatique français ;
- Maurice Albe (1900-1995), peintre, graveur et sculpteur ;
- Éliézer de Beaugency (XIIe siècle), rabbin et exégète juif ;
- Herminie Cadolle (1842-1924), communarde, féministe et créatrice du premier soutien-gorge moderne
- Théodore Cahu (1854-1928), écrivain français ;
- Jacques Alexandre César Charles (1746-1823), physicien, inventeur, l'un des premiers aéronautes français ;
- Bruno Cherrier, athlète français né en 1953 ;
- Gaston Couté (1880-1911), poète libertaire et chansonnier français ;
- Lambert Daneau (1530-1595), juriste et théologien calviniste ;
- Louis-Joseph Desjardins (1766-1848), prêtre, vicaire et supérieur religieux canadien ;
- Pierre Jean Louis Ovide Doublet (1749-1824), homme politique et écrivain français ;
- Tony Gomez (né en 1957), homme d'affaires et gérant de boîtes de nuit parisiennes ;
- Polycarpe Anne Nicolas Levasseur (1790 - 1867), général et homme politique, sénateur du Second Empire.
- Gaël Maïa, footballeur français né en 1984 ;
- Alain Michel, footballeur puis entraîneur français, né en 1948 ;
- Louis Moreau (1790-1862), architecte français ;
- René Pottier (1897-1968), écrivain et illustrateur français ;
- Fernand Rabier (1855-1933), homme politique français ;
- André Soudy  (1892-1913), anarchiste français membre de la bande à Bonnot.

#### Autres personnalités liées à la commune
- Jeanne d'Arc (1412-1431) libéra la ville des Anglais lors de la bataille de Beaugency ;
- Jacques Asklund (1946-2012), professeur, historien et auteur de livres jeunesse, fondateur du salon du livre jeunesse de Beaugency, il enseigna longtemps au collège puis lycée de Beaugency ;
- Alexandre Besredka (1870-1940), médecin et président de l'Oeuvre de secours aux enfants au début de la seconde Guerre mondiale avait sa résidence secondaire à Beaugency où il se réfugia par période pendant la guerre, à son décès sa veuve fit don de sa maison à la ville ;
- Claude Bourdin (né en 1943), homme politique et artiste peintre, habite Beaugency dont il fut le Maire pendant 19 ans ;
- Mathieu-Augustin Cornet (1750-1832), homme politique français, a vécu à Beaugency ;
- Jean Demozay, dit Morlaix (1915-1945), aviateur, As de la seconde guerre mondiale, Compagnon de la Libération, a grandi et vécu à Beaugency ;
- Pierre-Max Dubois (1930-1995), compositeur, a composé Beaugency Concerto pour clarinette et orchestre à cordes et Menuet de Beaugency pour clarinette en si bémol
- Nicolas Gédoyn (1677-1744), homme d'église et écrivain français, est décédé dans la commune ;
- Edwige Feuillère (1907-1998), comédienne française, a acquis un domaine près de Beaugency en 1937 et est enterrée au cimetière de Beaugency[154] ;
- Le peintre František Kupka (1871-1957) s'y est réfugié durant la Seconde Guerre mondiale et y a peint un tableau représentant la ville ;
- Jean de Dunois (1403-1468), compagnon de Jeanne d'Arc, fut seigneur de Beaugency ;
- Louis Ier d'Orléans-Longueville (1480-1516), duc de Longueville fut également seigneur de Beaugency ;
- Reynald Pedros, footballeur puis consultant sportif né en 1971, est originaire de Beaugency et a commencé le football à l'US Beaugency ;
- Tanguy Viel (né en 1973), écrivain, réside à Beaugency.

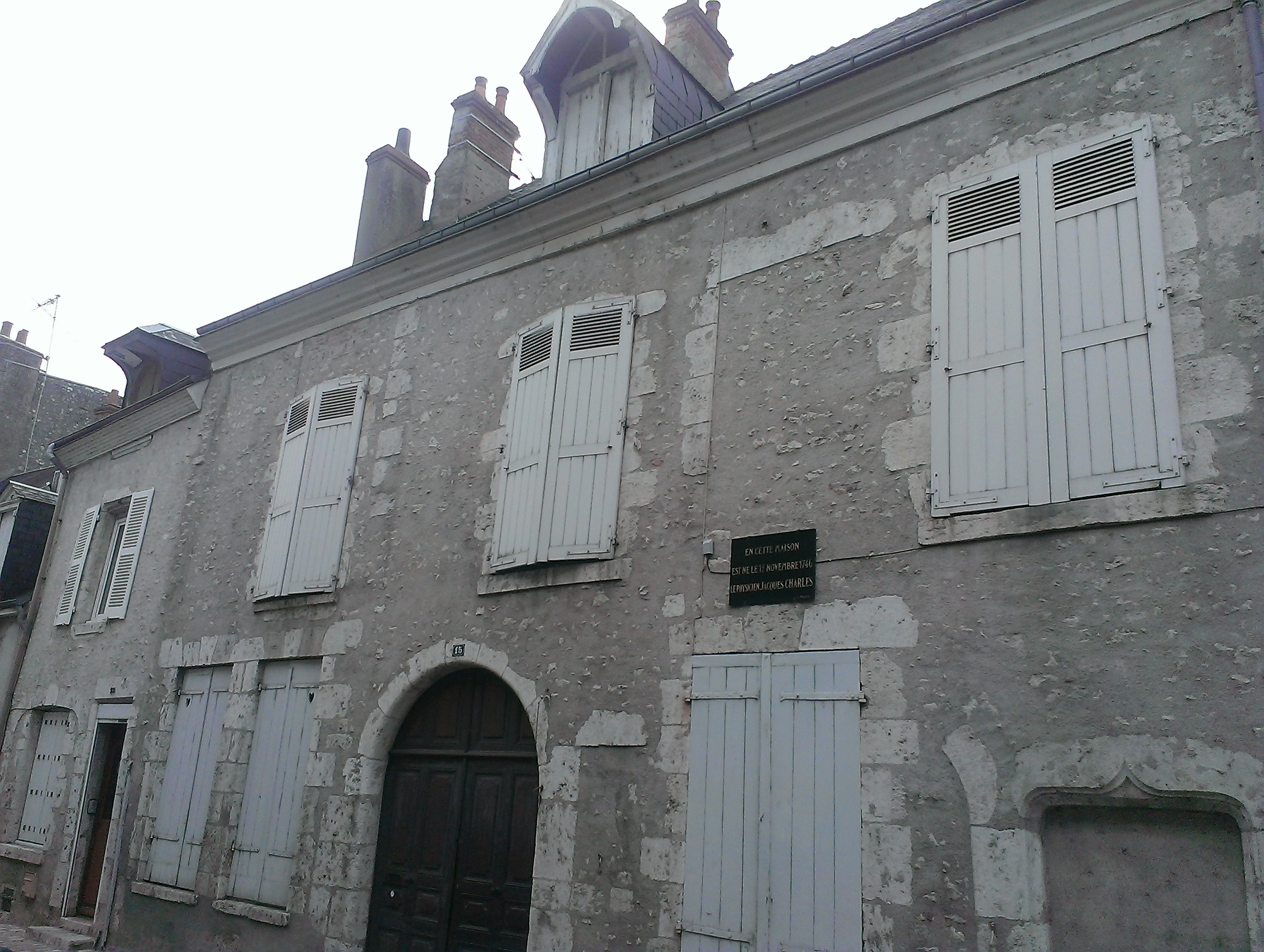
Maison natale de Charles à Beaugency, 15 rue Porte-Vendômoise.

### Devise et héraldique
La devise de la ville est la suivante : Manibus date lilia plenis.
| Blason de Beaugency | Les armes de Beaugency se blasonnent ainsi : Fascé d'or et d'azur de six pièces, semé de fleurs de lis de l'un à l'autre. Un autre blasonnement a existé : De gueules, à la tour d'or. |

#### Ouvrages
- Docteur Pellieux et Lorin de Chaffin, Essais historiques sur la ville et le canton de Beaugency, Le livre d'histoire, coll. « Monographies des villes et villages de France », 1856 (réimpr. 1988), 128 p.
- Histoire de la ville et du canton de Beaugency pendant la guerre de 1870, Orléans, M. Herluison, 1871, 186 p. (lire en ligne)
- Jean Schmidt, Beaugency : étude de géographie urbaine, 1957, 268 p.
- Émile Gervaise, Beaugency : six mille ans d'histoire : ma cité natale, E. Gervaise, 1974, 252 p.
- Jacques Asklund, Histoire des rues de Beaugency, Bulletin de la société archéologique et historique de Beaugency, 1984, 112 p. (ISSN 0339-817X)
- Daniel Vannier, André Bezard et Charly Hel, Beaugency : princesse de la Loire, Communication-presse-édition, 1997 (réimpr. 2002), 141 p. (ISBN 978-2-909006-44-4)
- Beaugency : monuments du Moyen Âge et de la Renaissance, Société française d'archéologie, coll. « Bulletin monumental », 2007, 134 p.
- Louis Marie Prudhomme, Dictionnaire géographique et méthodique de la République française en 120 départements, volume 1, Paris, Louis Marie Prudhomme, 1798, 673 p. (lire en ligne).
- Collectif, Loiret : un département à l'élégance naturelle, Paris, Christine Bonneton, 2 septembre 1998, 319 p. (ISBN 978-2-86253-234-9)
- Abbé Patron, Département du Loiret : Dictionnaire des communes, Paris, Comédit, 1991, réédition de 1870 (ISBN 978-2-909112-01-5 et 2-909112-01-2)
- Claude Motte, Isabelle Séguy & Christine Théré, avec la collaboration de Dominique Tixier-Basse, Communes d’hier, communes d’aujourd’hui : Les communes de la France métropolitaine, 1801-2001. Dictionnaire d’histoire administrative, Paris, Institut national d’études démographiques,, 2003, 408 p. (ISBN 978-2-7332-1028-4)
- Hélène Honegger-Grouard, Une histoire d'enfance : Beaugency, Baule, Marly le Roi, 1935-1950, 2016, 132 p. (ISBN 978-2-839-92015-5, présentation en ligne)
- Alain Michel, Le canton de Beaugency - 1848-1946 : étude sociale et politique, t. I et II, 1971-1972, 360 p.

#### Rapports
- Plan de prévention des risques d'inondations dans le Val d'Ardoux : Rapport de présentation, 20 janvier 2015 (lire en ligne) - Règlement - Carte du zonage réglementaire de Beaugency.
- Rapport 2015 sur le prix et la qualité du service public d'assainissement (lire en ligne)
- Les services publics d'eau et d'assainissement (lire en ligne)